# Heringsdorf
Das Ostseebad Heringsdorf ist eine amtsfreie Gemeinde und ein Seebad auf der Insel Usedom im Landkreis Vorpommern-Greifswald (Mecklenburg-Vorpommern). Es entstand 2005 durch die Fusion der Gemeinden Ahlbeck, Heringsdorf und Bansin und bildet mit dem polnischen Świnoujście (Swinemünde) den Schwerpunkt des Tourismus im Osten Usedoms.
Die benachbarten Seebäder Ahlbeck, Heringsdorf und Bansin wuchsen im Laufe der Zeit derart zusammen, dass sie im 20. Jahrhundert auch als „Die drei Schwestern“ bezeichnet wurden. Sie sind mit Swinemünde über eine zwölf Kilometer lange Strandpromenade verbunden.
Der feine, durchschnittlich 40 m breite Sandstrand zieht sich insgesamt 42 km von Swinemünde über das Ostseebad Heringsdorf mit seinen Ortsteilen Ahlbeck, Heringsdorf und Bansin, bis nach Peenemünde.
Die „Kaiserbäder“ sind geprägt durch sehenswerte Ensembles der Bäderarchitektur, die oftmals Hotels und Ferienwohnungen beherbergen. In den Dorfkernen der Ortsteile und häufig etwas abseits der Ostseeküste, sind alte und neue traditionelle Reetdachhäuser verbreitet.
2015 wurde mit dem Kur- und Heilwald Heringsdorf der erste Kur- und Heilwald Europas eingeweiht.

## Geographie

### Lage

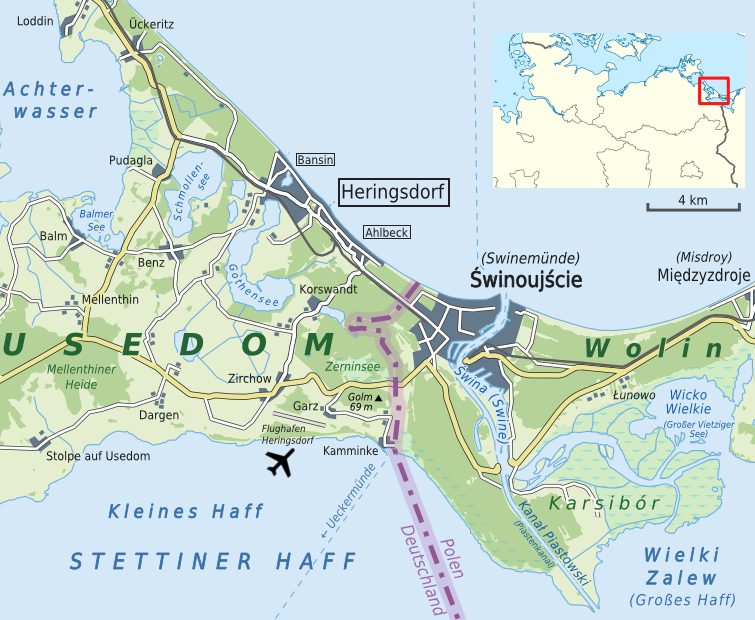
Karte von Heringsdorf mit den Ortsteilen Ahlbeck und Bansin und dem benachbarten Swinemünde/Świnoujście in Polen.

Die Gemeinde Ostseebad Heringsdorf liegt im Osten der Insel Usedom an der Grenze zum polnischen Inselteil, zwischen der Ostsee im Nordosten, dem Schmollensee und Gothensee im Südwesten und dem Wolgastsee im Süden. Die Geografie der drei Orte wird von ihrer Lage zwischen der Ostsee und den Seen bestimmt. Die bebauten Ortsteile liegen auf einer Höhe von etwa 6 m ü. NHN.
Heringsdorf bildet für seine Umgebung ein Grundzentrum. Die Ausstattung der benachbarten Stadt Swinemünde kommt einem Mittelzentrum gleich.
Nördlich von Bansin erstreckt sich ein 600 Hektar großes Mischwaldgebiet mit den drei Erhebungen Langer Berg und Platter Berg mit jeweils 54 m ü. NHN und dem Schäferberg mit 41 m ü. NHN. Südwestlich von Heringsdorf erhebt sich der Präsidentenberg 45 m ü. NHN in einem etwa 225 Hektar großen Mischwald. Zwischen der südlichen Gemeindegrenze am Wolgastsee, der Staatsgrenze zu Polen und der Ostsee befindet sich ein weiteres Misch- und Nadelwaldgebiet von 550 Hektar mit der höchsten Erhebung der Gemeinde, dem Zirowberg mit 58 m ü. NHN. Direkt südlich des Ortes Ahlbeck erstreckt sich ein 110 Hektar großes Feuchtwiesengebiet mit einer Höhe von 0,1 m ü. NHN, das von der Beek in den Gothensee entwässert wird.

### Gemeindegliederung
Zur Gemeinde gehören folgende Ortsteile und Wohnplätze:
Ortsteile
- Seebad Ahlbeck
- Seebad Heringsdorf
- Seebad Bansin
- Bansin Dorf
- Gothen
- Alt Sallenthin
- Neu Sallenthin
- Sellin

Wohnplätze
- Fangel
- Jägersberg
- Neuhof
- Neukrug

## Geschichte

### Heringsdorf
Gründungsphase
Mit dem Westfälischen Frieden von 1648 geriet Vorpommern und somit auch die Gemeindegegend unter schwedische Herrschaft, nachdem sie vorher zum Herzogtum Pommern gehört hatte. Nach dem Frieden von Stockholm vom 1. Februar 1720 wurde die Insel Usedom preußischer Besitz. Nach den Verwaltungsreformen von 1815 bis 1817 kam die Umgebung zum Regierungsbezirk Stettin der preußischen Provinz Pommern und gehörte von 1817 bis 1945 zum Landkreis Usedom-Wollin.
Georg Bernhard von Bülow (1768–1854) hatte 1817 zusammen mit seinem Bruder das Rittergut Gothen, dessen Ländereien sich bis an die Ostsee erstreckten, aus der Konkursmasse des Mellenthiner Gutes erworben. 1818 ließ er zwischen Ahlbeck und Bansin eine kleine Fischersiedlung mit einer Heringspackerei anlegen. 1820 besuchte König Friedrich Wilhelm III. Swinemünde und wurde auf diese Fischeransiedlung hingewiesen. Darauf besichtigte er den Ort mit seinen Söhnen. Der nicht mehr exakt nachweisbaren Legende nach soll von Bülow den König um einen Namen für die Ansiedlung gebeten haben. Der Kronprinz und spätere König Friedrich Wilhelm IV. schlug den Namen „Heringsdorf“ vor. Als Gründer Heringsdorfs wird auch Willibald Alexis genannt, dessen bürgerlicher Name Häring im Ortsnamen weiterlebt.

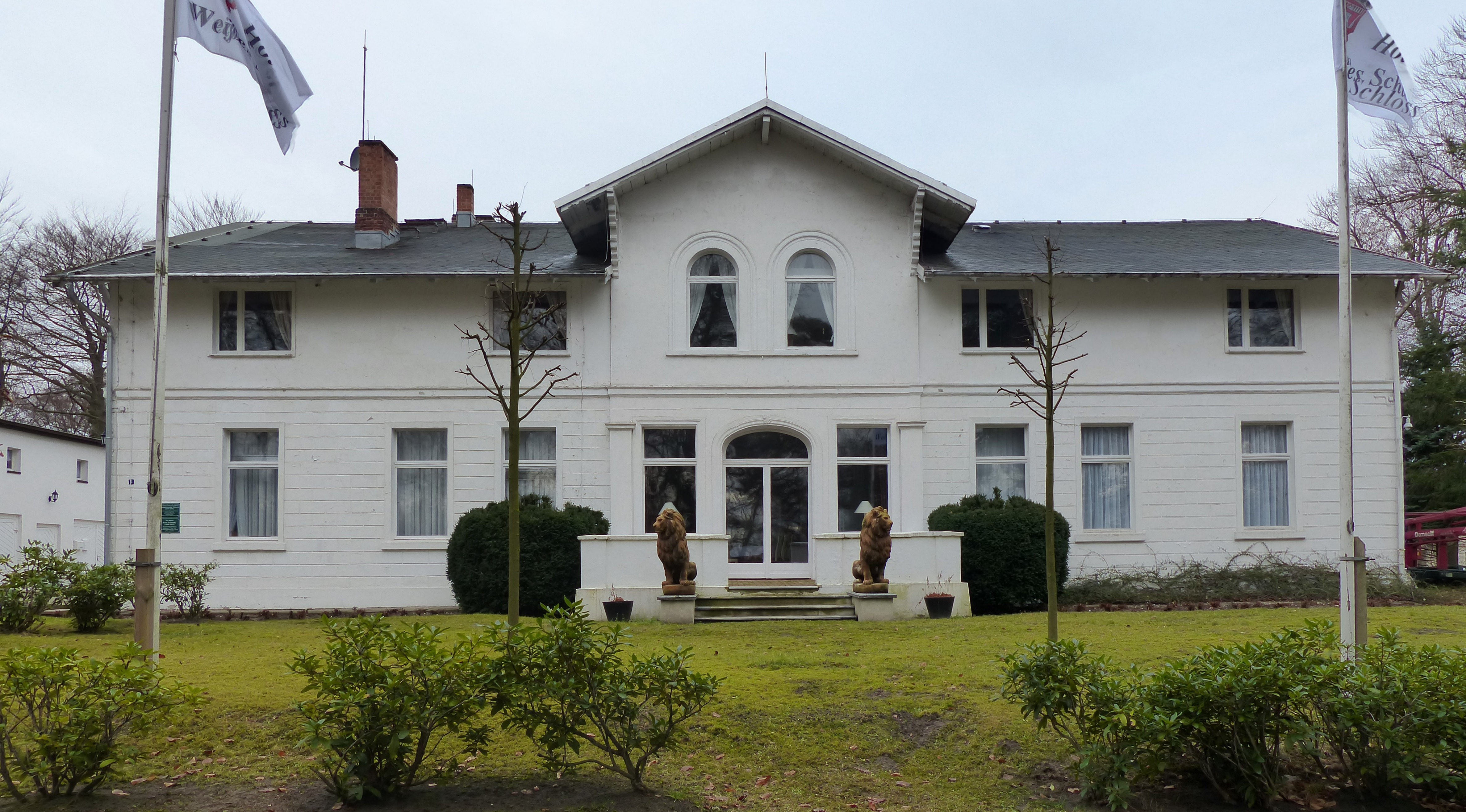
Georg Bernhard von Bülow ließ 1825 als erstes Gästequartier das Weiße Schloss auf dem Hügel Kulm bauen.

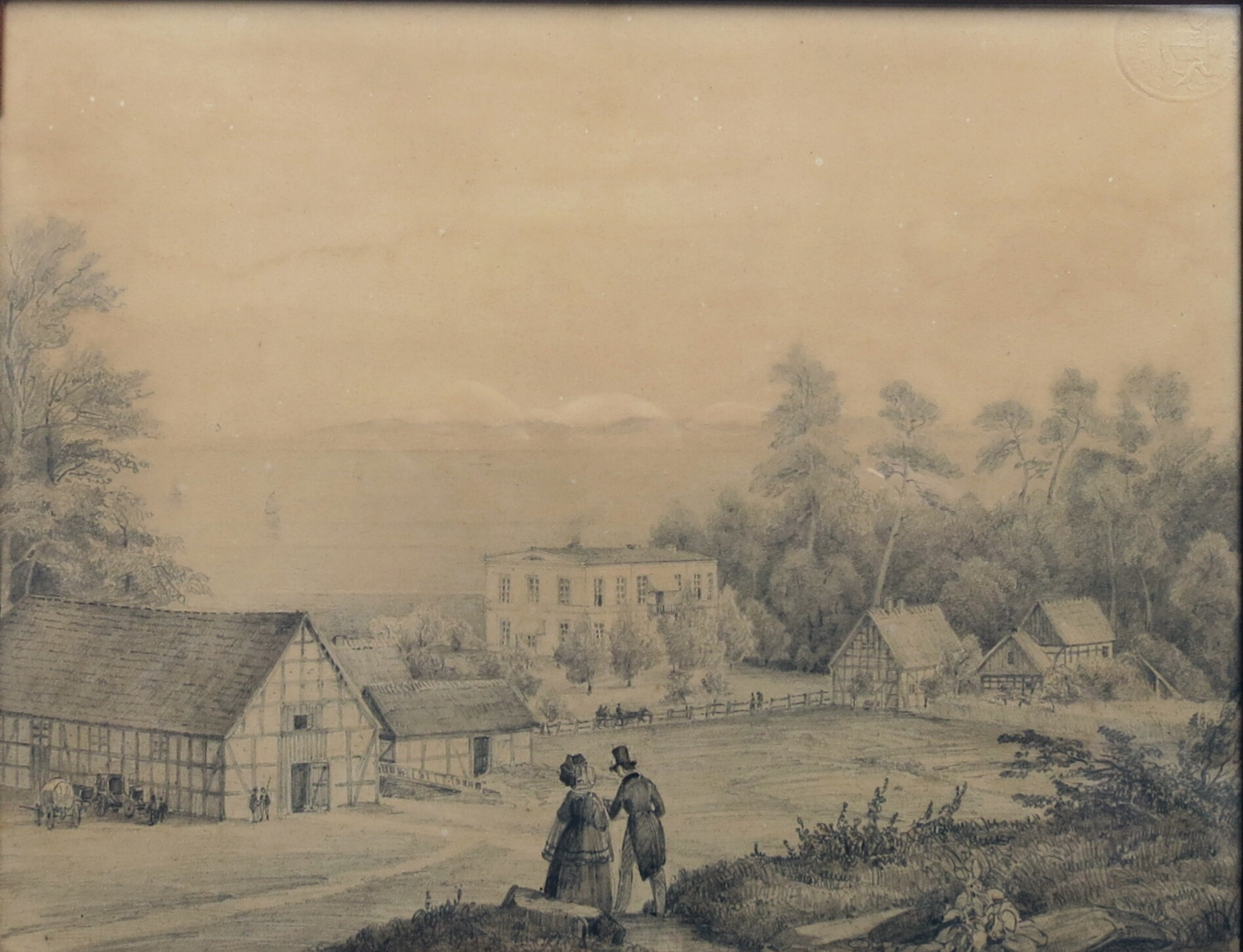
Wilhelmine v.Schack, Heringsdorf, Nauensche Villa, Bleistiftzeichnung um 1844

Durch Ausholzung des küstennahen Waldbestandes hatte sich ein reizvoller Blick auf die Ostsee eröffnet. Bülow hatte ab 1818 etwa 50 Morgen seiner Ländereien parzellieren lassen. Außer für die Fischerkolonie wurden Grundstücke für den Bau von repräsentativen Villen verkauft, vornehmlich an Adlige und wohlhabende Berliner, unter denen sich viele jüdische Familien befanden. Georg Bernhard von Bülow selbst ließ drei Logierhäuser, ein Gesellschaftshaus und ein Warmbad errichten. 1825 begann der Badebetrieb mit der Eröffnung des heute Weißes Schloss genannten Logierhauses als erstem Gästequartier auf dem Kulm, einer sandigen Erhebung oberhalb der Küste. Bülow ließ auch die Seebadeanstalt anlegen.
Blüte als Seebad
Zu den prominenten Hausbesitzern in der ersten Hälfte des 19. Jahrhunderts gehörten der Schriftsteller Willibald Alexis, der Schauspieler Eduard Devrient und der Rechtshistoriker Clemens Klenze. Heinrich Laube schrieb 1837 in seinen Neuen Reisenovellen: „Dieses kleine Seebadetablissement nimmt die Ruhesuchenden freundlich auf, hier stört kein Gesellschaftshaus, keine eigentliche Saison, das Meer ist im Gegensatz zu Swinemünde dicht dabei, Poeten, die keine bewegte Welt brauchen, die eine halbe Einsamkeit suchen, … resigniert habende Mädchen, … Professoren-Frauen mit vieler Familie, die einer Seewäsche bedarf, Diätiker mit starken Grundsätzen und andre ehrlich Leute, alle die mit einem Worte, welche nicht in Swinemünde oder sonst wo baden wollen, wohnen in Häringsdorf.“
Im Jahr 1846 gab die Zeichnerin Wilhelmine Auguste von Schack ein Album mit Zwölf Ansichten von Heringsdorf nach der Natur gezeichnet heraus, die vom Wilhelm-Schirmer-Schüler Carl Julius Henning lithographiert wurden und recht weite Verbreitung fanden.
1848 erhielt der Ort eine eigene Kirche. 1851 verkaufte Georg Bernhard von Bülow seinen insgesamt 800 Hektar umfassenden Besitz an Louis von Treskow (1799–1865). Nachdem dieser in die Infrastruktur und Vergrößerung der Badeanstalt investiert hatte, verkaufte er bereits 1856 an Hermann Weichbrodt, von dem 1859 der Reichsgraf von Stolberg-Wernigerode aus dem Haus Peterswaldau Gothen mit Heringsdorf erwarb. Einen Höhepunkt des Fremdenverkehrs war 1866 der Aufenthalt der preußischen Kronprinzessin Victoria mit dreien ihrer Kinder im Weißen Schloss, dem sich ihr Gatte, der Kronprinz Friedrich anschloss. Da im folgenden Jahr die verwitwete Gräfin Stolberg-Wernigerode ihr Haus selbst nutzen wollte, wandte sich die königliche Familie für fast drei Jahrzehnte von Heringsdorf ab.
1868 erhielt die Heringsdorfer Badedirektion die Erlaubnis zur Erhebung einer Kurtaxe. 1871 erwarben die Brüder Hugo und Adelbert Delbrück knapp 800 Morgen Wald und Dünengelände am Strand sowie mehrere Häuser aus dem Stolbergschen Erbe. 1872 gründeten sie die Aktiengesellschaft Seebad Heringsdorf, die in den folgenden Jahren für die Wandlung und den Aufschwung Heringsdorfs zum exklusiven Badeort sorgte. Kamen die Badegäste bis dahin vor allem aus der bürgerlichen Mittelschicht, entwickelte sich der Ort jetzt zu einem Anziehungspunkt der politischen und gesellschaftlichen Spitzen. Als Dominante des Seebades wurde von 1871 bis 1903 in verschiedenen Bauabschnitten das Hotel „Atlantic“ errichtet, das in den 1920er Jahren unter dem Namen „Kaiserhof Atlantic“ u. a. vom Berliner Unternehmen Kempinski geführt werden und den Status eines offiziellen Kurhause erhalten sollte. Neben zahlreichen weiteren Pensionen und Hotels und einem Spielcasino wurden auch je eine Damen-, Herren- und Familienbadeanstalt erbaut. Es entstanden aber auch kommunale Bauten, wie die Wasserversorgung des gesamten Ortes und später ein eigenes Elektrizitätswerk.
Bis zur Einführung der „Kreisordnung für die sechs östlichen preußischen Provinzen“ übte der jeweilige Gutsherr von Gothen die Polizeigewalt über Heringsdorf aus. Bei der bis 1874 erfolgten Neueinteilung des Landkreises Usedom-Wollin wurde der Amtsbezirk Heringsdorf gebildet.
Die Seebad Heringsdorf AG ließ von 1891 bis 1893 die Kaiser-Wilhelm-Brücke mit zunächst 400 m langem Seesteg bauen, der 1903 auf fast 500 m verlängert wurde.
1894 wurde die Bahnstrecke Ducherow–Swinemünde bis nach Heringsdorf verlängert. Werner Delbrück, der 1899 für seinen Vater Hugo in den Vorstand der Heringsdorf AG einzog, begründete das Erscheinungsbild des Seebades als Treffpunkt der „Hautevolee“ und als nobles Szenebad. So wurden 15 Tennisplätze gebaut, auf denen auch internationale Turniere stattfanden. Ab 1906 wurden sogar Pferderennen auf einer eigenen Rennbahn durchgeführt. Mit dem 41 m hohen Bismarckturm auf dem Präsidentenberg erhielt der Ort 1905 ein weiteres Wahrzeichen. Mit Delbrücks Tod 1910 und durch den Ersten Weltkrieg ging die erfolgreiche Zeit der Heringsdorf AG ihrem Ende entgegen. 1921 wurden die Immobilien der AG an die Gemeinde Heringsdorf verkauft.
Zwischenkriegszeit (1918–1939)
Heringsdorf blieb auch nach dem Ende von Erstem Weltkrieg und Kaiserreich ein Seebad der Oberschicht, wenn auch die Besucherzahlen zunächst zurückgingen. Die Gäste kamen nun vor allem aus Kreisen der Hochfinanz, besonders der jüdischen. 1927 wurde mit einer 400 m tiefen Bohrung eine Solequelle erschlossen. Für 1927 wurde Heringsdorf als das deutsche Ostseebad mit den meisten ausländischen Gästen eingeschätzt.

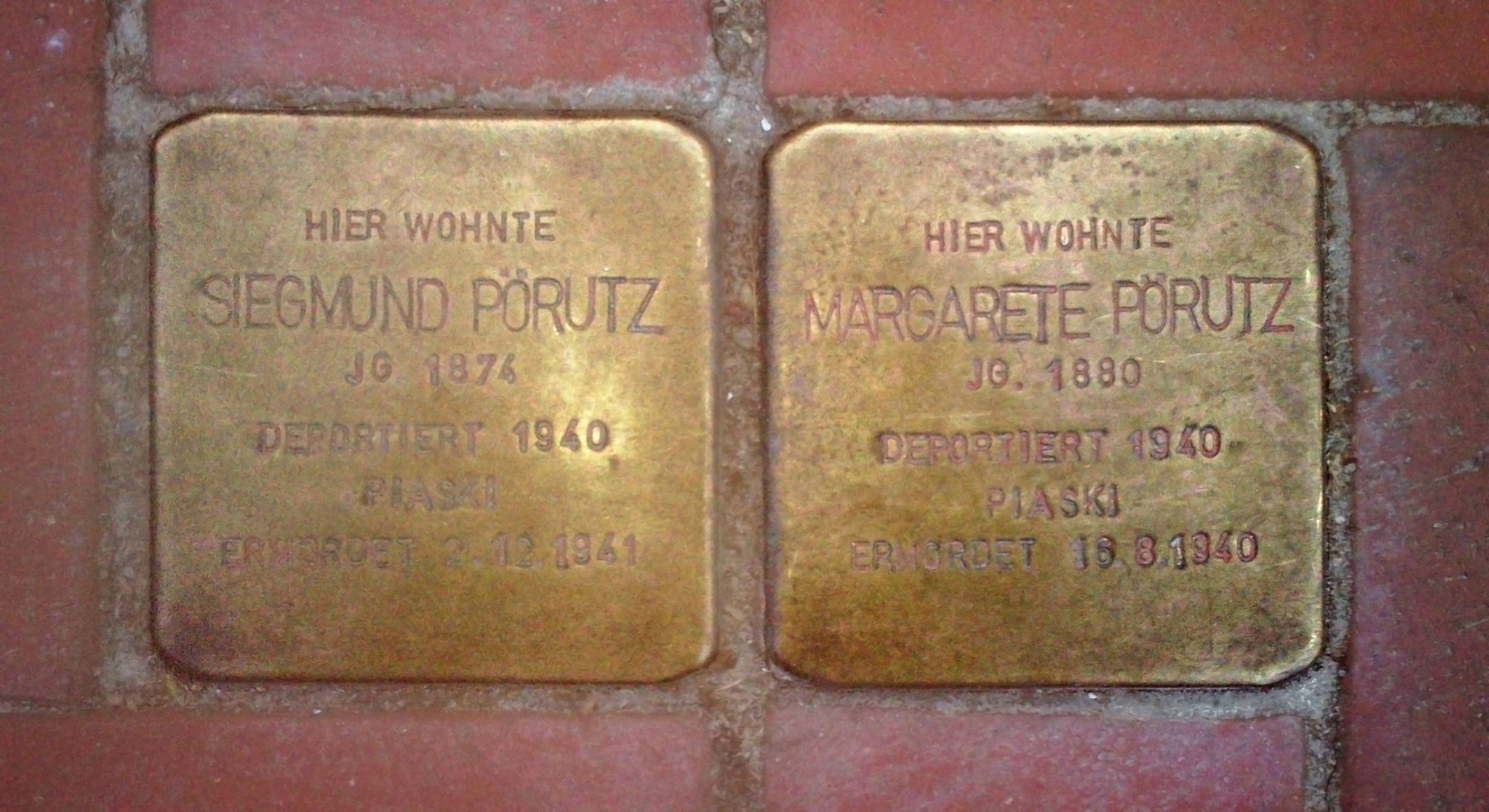
2 Stolpersteine in der Friedenstraße

Nach der Machtübernahme durch die Nationalsozialisten wurde 1933 der sozialdemokratische Bürgermeister Walter Haefke abgesetzt. In der Nähe der Rennbahn wurde eine Thingstätte eingerichtet.
Während in den 1920er Jahren in den benachbarten Seebädern Ahlbeck und Bansin der Bäder-Antisemitismus immer mehr zunahm, galt Heringsdorf noch bis Mitte der 1930er Jahre als „judenfreundlich“. Nachdem der Landrat Helmut Flörke (NSDAP) vorgeschlagen hatte, Heringsdorf zum „Judenbad“ zu erklären, beschloss die Gemeindevertretung am 21. Juni 1935, „daß Juden im Seebad Heringsdorf unerwünscht sind“. In der Kurordnung wurde ihnen das Baden inner- und außerhalb der Badeanstalten verboten. Schließlich beschlossen die Gemeindevertreter am 16. September 1935, jüdische Hotels und Pensionen weder im Bäderprospekt noch im Wohnungsverzeichnis auszuweisen.
1945–1990
Kurz vor Ende des Zweiten Weltkriegs wurde die Insel Usedom bis zum 4. Mai 1945 von der Roten Armee besetzt. Der sowjetische Ortskommandant Nasarow ließ den gesamten Innen- und Promenadenbereich Heringsdorfs absperren und 41 Häuser requirieren, um hier auf Befehl der Sowjetischen Militäradministration in Deutschland (SMAD) ein Sanatorium für sowjetische Armeeoffiziere einzurichten. 1946 brannte das Strandcasino ab. An dessen Stelle wurde bis 1948 das Kulturhaus mit 750 Plätzen im Theatersaal gebaut. Zum Andenken an den 1922 zu einem Kuraufenthalt in Heringsdorf weilenden Schriftsteller Maxim Gorki war die Ausgestaltung des Hauses als Gedenkstätte konzipiert. 1950 wurde das Sanatorium aufgelöst und der DDR übergeben, die Heringsdorf zum „Bad der Werktätigen“ bestimmte. Die etwa 40 übergebenen Hotels und Pensionen wurden als Ferienheime vom FDGB, vom Gesundheitswesen, von Ministerien, dem ZK der SED, gesellschaftlichen Organisationen und von Volkseigenen Betrieben übernommen. Auch das zentral gelegene Hotel „Atlantic“ mit dem angeschlossenen Warm- und Solebad wurde nach einer Zwischennutzung als Lazarett 1951 vom FDGB-Feriendienst übernommen und als Haus „Solidarität“ umbenannt, wiedereröffnet. Damit begann eine Entwicklung des staatlich gelenkten Urlauberverkehrs in Heringsdorf als einer der ersten Seebäder „für die arbeitende Bevölkerung, für internationalen Urlauberaustausch und für Gäste des Weltgewerkschaftsbundes“.
Von 1945 bis 1952 bildete der nach dem Potsdamer Abkommen zu Deutschland gehörende Teil vom Landkreis Usedom-Wollin den neuen Landkreis Usedom, welcher 1952 entsprechend der Gebietsreform als Kreis Wolgast im Bezirk Rostock aufging. Bereits in diesem Jahr weilten mehr als 29.000 Urlauber im Ostseebad Heringsdorf. Der in der Region vorherrschende hohe Anteil privat betriebener Hotels, Gaststätten und auch Handwerksbetriebe führte im Februar 1953 im Rahmen einer politischen Ausrichtung des Kurses zur „Schaffung sozialistischer Produktionsverhältnisse“ zur „Ferienaktion Küste“ – später auch als „Aktion Rose“ bezeichnet – zu einer Enteignungswelle, die sich gegen Hotelbesitzer, Unternehmer und auch den im Ort ansässigen Strandkorbfabrikanten Harder richtete. Im Rahmen der „Aktion Rose“ wurden  mehrere Heringsdorfer Hotel- und Pensionsbesitzer enteignet. Für den Kreis Wolgast wurde die Aktion vom Erholungsheim der Volkspolizei in Heringsdorf aus geleitet, wo extra dazu ca. 80 Polizisten zusammengezogen worden waren. Die damit entstandenen erweiterten Kapazitäten des Feriendienstes, vertragliche Belegungsregulierungen mit privaten Kleinvermietern und auch das beginnende Kurwesen führten in den kommenden Jahren zu einem Anstieg der Urlauberzahlen um fast das Doppelte. Neue Organisationsformen, die Einbeziehung des Umlandes in die Versorgung der Gäste und Wege zur besseren Qualifizierung des Personals mussten gefunden werden. So wurden schrittweise einzelne Häuser saniert, neue gastronomische Standards eingeführt und schrittweise auf eine ganzjährige Nutzung umgestellt. Auch die Gemeinde bemühte sich um Verschönerungen des Areals, dabei vor allem um die Reparatur der schadhaft gewordenen Seebrücke. Infolge einer Brandstiftung im Juni 1958 wurde jedoch der Eingangspavillon nunmehr völlig zerstört. Ab 1961 wurde dann der Wiederaufbau der Anlage gänzlich eingestellt und die Restbestände dem Verfall preisgegeben. In den Jahren danach wurden weitere Verbesserungen das Erholungswesens eingeleitet. Mehrere ganzjährig nutzbare Häuser wurden ihrer Bestimmung übergeben, ein Krankenhaus, eine Poliklinik, ein Dienstleistungskombinat und der Betrieb „Menüko-Gefrierkost“ verbesserten die Betreuung der Urlauber. Die Ausbildung des benötigten Personals wurde im Ort etabliert und auf Initiative des renommierten Wissenschaftlers Manfred von Ardenne erhielt Heringsdorf eine eigene Sternwarte. Im Jahre 1974 bekam das Ostseebad Heringsdorf den Titel „Staatlich anerkannter Erholungsort“ zugesprochen. Jedoch gingen bereits zu dieser Zeit die Planungsvorgaben der Regierung und des Gewerkschaftsbundes zur Kapazitätserweiterung in zahlreichen Fällen an der Realität, vor allem der verfügbaren Ressourcen, langfristig notwendig gewesener Investitionen vorbei. So musste das FDGB-Heim „Solidarität“ nach seinem baulichen Verfall 1979 abgerissen werden. Damit verschwand ein deutliches Wahrzeichen der sogenannten Bäderarchitektur aus dem Stadtbild Heringsdorfs. An seine Stelle wurde das gleichnamige, aus zwei zehngeschossigen Plattenbauten bestehende Ferienheim gesetzt, das 1984 seine Türen öffnete und seitdem das Ortsbild beherrscht.
Seit der Wende 1990
Die Gemeinde gehört seit dem Jahr 1990 zum Land Mecklenburg-Vorpommern. Ab 1991 wurde der Ortskern mit Hilfe der Städtebauförderung umfassend saniert. Damit begann in Heringsdorf eine beispiellose Rekonstruktions-, Aufbau- und Werterhaltungsphase die darauf gerichtet war, den Ort wieder auf einen der ranghöchsten Plätze der Badeorte im Ostseeraumes zu heben. Dabei galt es vor allem notwendige Neubauten dem Baustil früherer Epochen anzupassen, architektonische Glanzpunkte wieder richtig zu Geltung gelangen zu lassen und die wilhelminische Bäderarchitektur, das eigentliche  städtebauliche Gesicht Heringsdorfs, als Komplex zu erhalten. So konnte 1995 die Seebrücke wieder in Betrieb genommen werden. Der Komplex des ehemaligen Kulturhauses wurde zum „Forum Usedom“ mit Kaiserhotel, Festsaal und Spielbank umgestaltet. Bereits 2002 zählte die Statistik der Seebades Heringsdorf 3.525 Einwohner, 6.148 Gästebetten, 158.722 Gäste und 898.742 Übernachtungen.
Am 1. Januar 2005 schlossen sich die drei Ostseebadeorte Ahlbeck, Heringsdorf und Bansin zur Gemeinde „Dreikaiserbäder“ zusammen. Am 1. Januar 2006 wurde die Gemeinde in Ostseebad Heringsdorf umbenannt.
Von 1994 bis 2011 gehörte die Gemeinde Heringsdorf zum Landkreis Ostvorpommern, der am 4. September 2011 im Landkreis Vorpommern-Greifswald aufging.

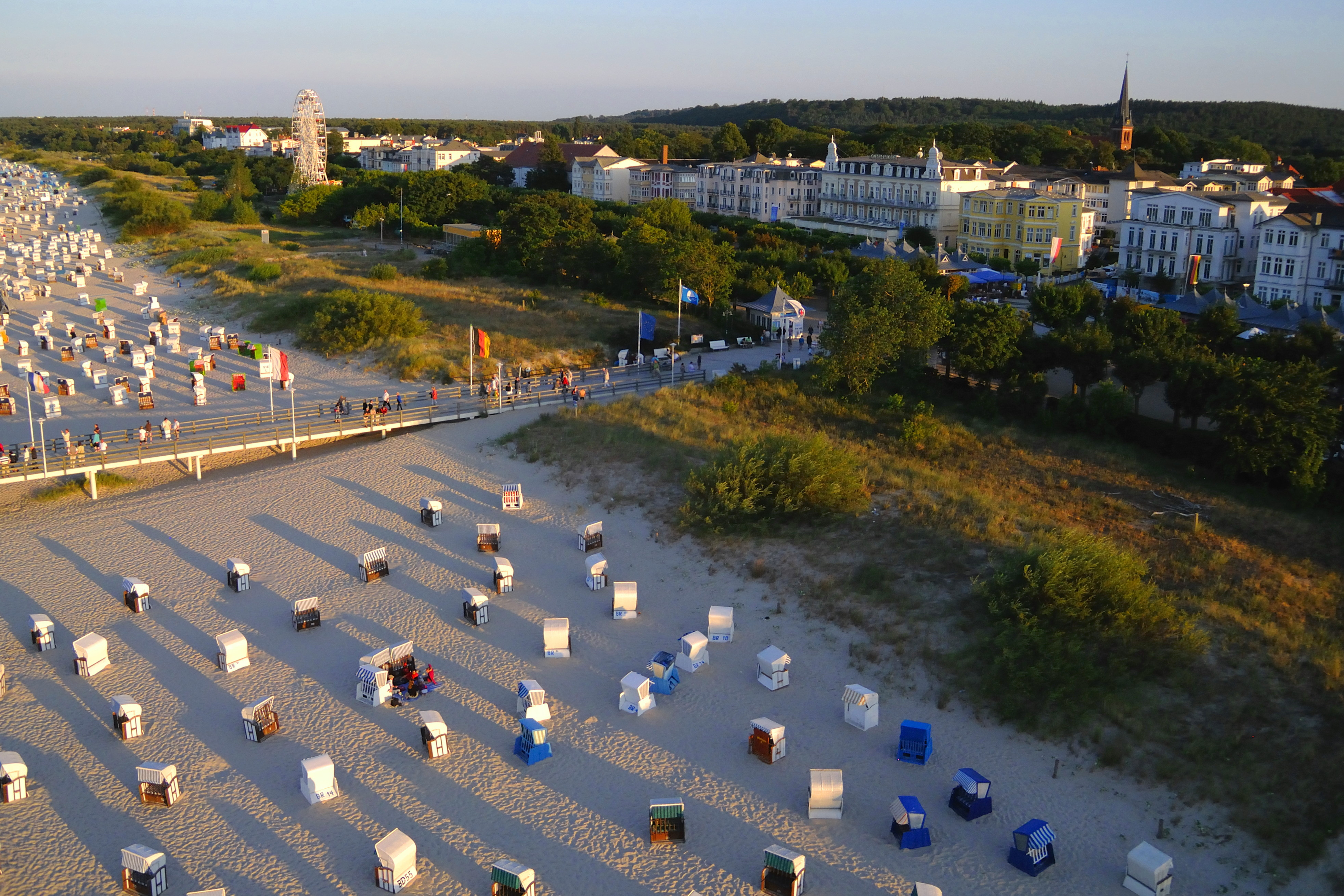
Strand, Düne und Promenade in Ahlbeck – markanter Ortsteil von Heringsdorf

### Ahlbeck
Ahlbeck wurde erstmals offiziell als „Ahlebeck“ 1693 genannt.
Ahlbeck leitet seinen Namen von der Aal-Beeke (Aalbach, heute Beek) ab, die den Gothensee und das Thurbruch durch den später verlandeten Parchensee mit der Ostsee verband. Nahe der Mündung befand sich eine Aalkiste, die mit dem Bach in der Lubinschen Karte von 1618 enthalten ist.

### Bansin

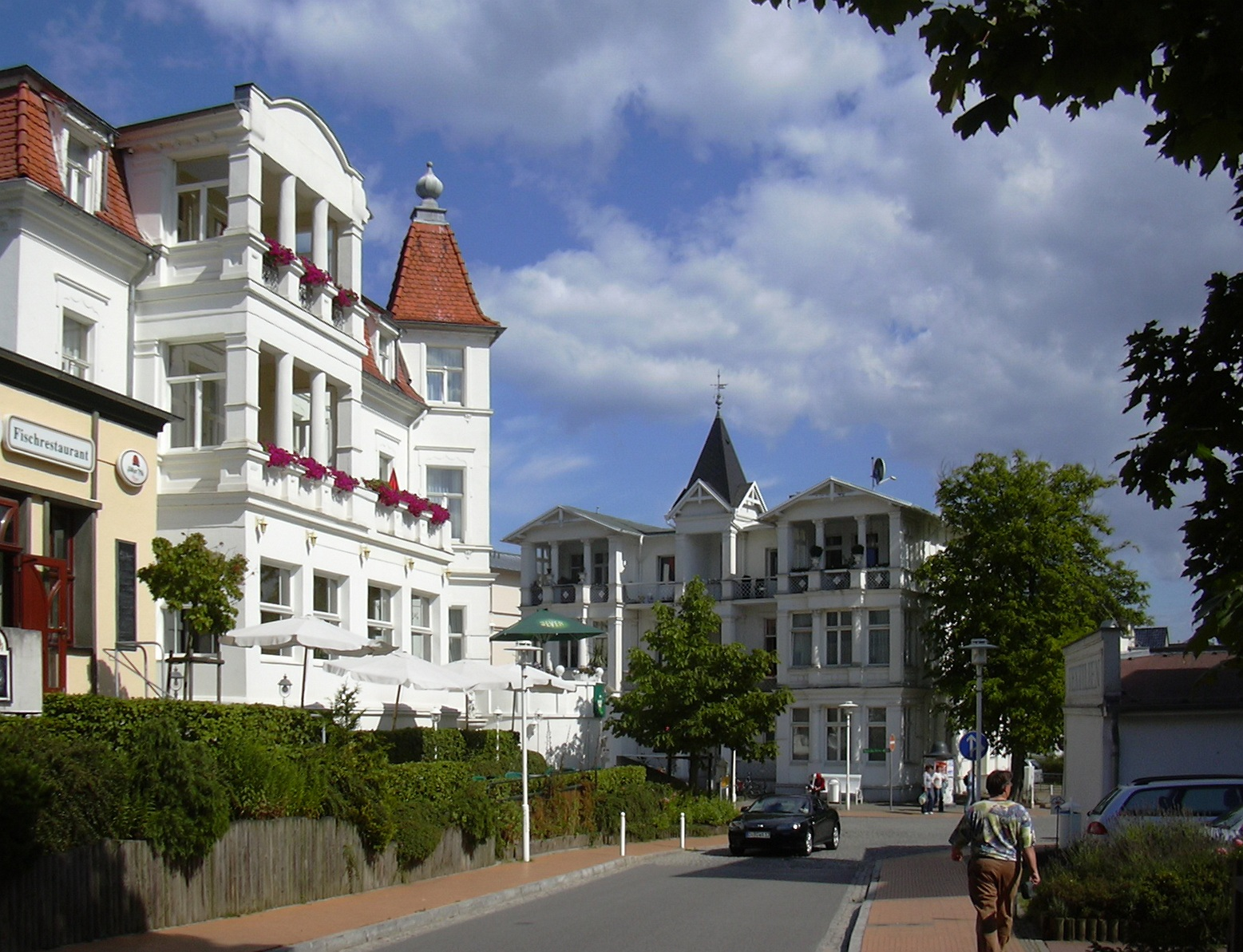
Bäderarchitektur in Bansin

Die urkundliche Ersterwähnung Bansins erfolgte 1256 als „Banzin“ (Klempin) und „Banzino“ (PUB II Nr. 630). In der Urkunde bezeugt Herzog Barnim I. den Tausch des Klosters Grobe von einem Dorfes im Land Usedom mit einem im Land Lassan. Eine frühere Nennung des Ortes stammt aus dem Jahr 1111 als „Banzyno“ in den Matrikeln oder Annalen des Klosters von Grobe/Pudagla. Die Jahreszahl 1111 ist bislang nicht plausibel, die Matrikel des Klosters sind erst in der Amtszeit von Abt Heinrich IV. (1394 bis 1434) entstanden, werden aber nach dem Original im Landesarchiv Greifswald für den Zeitraum 1111 bis 1440 angegeben. Damit und mit zwei weiteren Rezensionen nach Niemeyers Aufzeichnung ist die Jahresangabe an sich wohl richtig, aber die Bedeutung bleibt unklar, da bisher keine Textübersetzungen der besagten Stelle bekannt sind.
Der Name wird als „Hummel“ oder „Brummer“ gedeutet. Damit war das jetzige Bansin Dorf gemeint.
Das Seebad Bansin wurde 1897 eigens für den Badebetrieb gegründet. Zu dieser Zeit konnte man bereits von den Vorläufern Swinemünde, Heringsdorf und Ahlbeck lernen und plante von Beginn an den Ort sehr urlauberfreundlich, z. B. durch versetzt angeordnete Villen, die bis in die dritte Reihe Seeblick bieten.
Heute weist das Seebad ein geschlossenes und aufwändig saniertes Ortsbild in prächtiger Bäderarchitektur auf, das mit Heringsdorf weitgehend verwachsen ist.

### Gothen
Gothen wurde erstmals 1339 als „Chute“ oder „Chutem“, auch „Chotum“ urkundlich genannt. Der slawische Name wird mit „Begierde“ gedeutet.
Gothen war seit dem 13. Jahrhundert neben Mellenthin ein Hauptgut der auf der Insel Usedom ansässigen adligen Familie von Neuenkirchen. Der Ort Gothen wurde am 1. Juli 1950 eingemeindet.

### Alt Sallenthin
In der Umgebung von Sallenthin sind bronzezeitliche Hügelgräber (1800 bis 600 vdZ) und andere Relikte, aber auch eine spätslawische Siedlung (1000 bis 1200) nachgewiesen, die aber an der Gemeindegrenze liegen und zu Reetzow gehören. Das zeigt aber die frühe Besiedlung des Gebietes.
Sallenthin, das spätere Alt Sallenthin, wurde erstmals 1254 als „Salentyn“ urkundlich erwähnt. In der Urkunde bestätigen die Herzöge Barnim I. und Wartislaw III., dass das Kloster Grobe das Dorf Schlatkow in der Provinz Gützkow mit dem Ritter Tammo gegen Dörfer auf Usedom, darunter Sallenthin, tauscht. Der slawische Name wird mit „Leid“, aber auch mit „salziges Wasser“ gedeutet.
Sallenthin gehörte bis zur Reformation 1534 dem Kloster Pudagla, das 1309 aus dem Kloster Grobe hervorging. 1535 ging der Besitz an die Herzöge über, daraus wurde das spätere Dominal. Preußen, dem Usedom nach 1720 gehörte, begann nach 1800 mit der Aufsiedlung dieser staatlichen Besitzungen.
Sallenthin war ein kleines Straßendorf mit Häusern der Fischer und Bauern, die aber vom Kloster Grobe/Pudagla abhängig waren.
1826 wurde nördlich von Sallenthin eine neue Kolonie, das heißt Höfe von bäuerlichen Siedlern, einschließlich einer Holländerwindmühle, angelegt. Dieses Dorf wurde zuerst Kolonie Neu Sallenthin, später nur Neu Sallenthin genannt. Deswegen wurde der ehemalige Ort Sallenthin ab 1826 Alt Sallenthin genannt. Form und Struktur haben sich seitdem nicht verändert.

### Neu Sallenthin
Der Ort wurde erst 1818 als kleinbäuerliche Kolonie auf abgetretenen Ackerflächen von Sallenthin angelegt. 1826 erhielt dieser Ort seinen Namen als Kolonie Neu Sallenthin, später nur Neu Sallenthin. Auch eine Holländerwindmühle wurde aufgebaut, die aber später durch eine Dampfmühle im nahe gelegenen Dorf Bansin ersetzt wurde. Auch eine Schule wurde um 1920 erbaut.
Im Gegensatz zu Alt Sallenthin entwickelte sich Neu Sallenthin ständig weiter. Neben den Streusiedlungshöfen entstand um 1920 eine Dorflage, die nach 1945 weiter ausgeweitet wurde. Heute ist Neu Sallenthin ein kompakter Ort mit wenigen Außensiedlungen zwischen den beiden Krebsseen.
Neben der Landwirtschaft ist der Tourismus der überwiegende Arbeitgeber der Ortschaft.

### Sellin

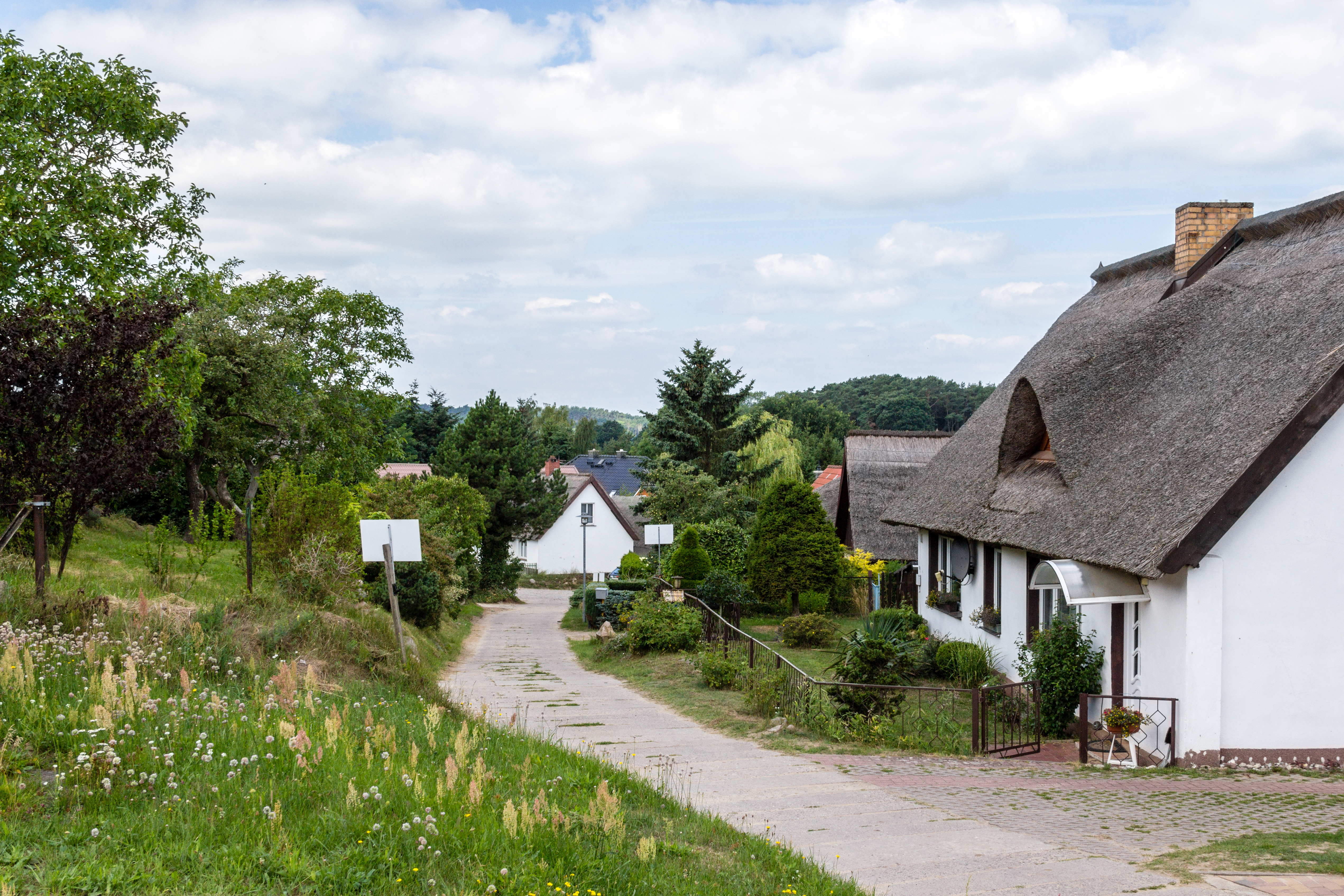
Sellin, Straßenzug

Nordöstlich von Sellin ist ein Hügelgräberfeld aus der Bronzezeit (1800 bis 600 vdZ) gefunden wurden, das aber modern gestört ist (überpflügt).
Sellin wurde erstmals als „Zelenin“ 1267 urkundlich erwähnt. Mit dieser Urkunde schenkt Herzog Barnim I. dem Kloster Grobe das Dorf Sellin mit allem Zubehör und die Fischerei bis zum Strummin (?). Der slawische Ortsname wird mit „Grünfutter“ gedeutet.
Sellin war ein Straßenangerdorf am Schmollensee, mit der Funktion als Bauern- und Fischerdorf. 1835 ist in dem PUM (Preußisches Urmesstischblatt) noch die Glashütte aus dem 17. Jahrhundert eingezeichnet, aber schon nicht mehr in Funktion. Seit 1920 ist auch der Große Stein am nördlichen Dorfrand als Naturdenkmal registriert. Die Dorfform hat sich bis heute nicht geändert.

### Wohnplätze
Fangel
Fangel wurde erstmals 1799 genannt. Es war eine königliche Unterförsterei und wurde auch Schmollensee genannt, weil es zwischen diesem und dem großen Krebssee lag. Der Name Fangel wird mit „Kohle“, „Winkel“ aber auch mit „fangen“ (= Fangelturm = Gefängnis) gedeutet.
Als Forstgehöft verlor es seine Funktion, war dann Wohnhaus mit Nebengebäuden und ist jetzt eine kleine gastronomische Einrichtung, da in der Nähe am Schmollensee eine Freizeit- und Ferienanlage entstand.
Jägersberg
Jägersberg wurde als Ort 1906 erstmals im Ortsverzeichnis aufgeführt. Es bestand zu der Zeit lediglich aus einem Gehöft, dem Wasserwerk und dem Forstgehöft Wildpark lt. MTB. Es liegt in der Kehrschleife zum Kopfbahnhof Heringsdorf.
Es ist heute ein großer Wohnplatz, der über die Straße am Bahnbetriebshof von Ahlbeck her zu erreichen ist. Durch den alten Bahnhof und den neuen Betriebshof der UBB ist dieser Wohnplatz von Heringsdorf relativ abgetrennt.
Neuhof
Neuhof wurde erstmals 1618 in der Lubinschen Karte als „Ninhoff“ genannt. Der Name ist selbsterklärend. In dem PUM (= Preußisches Urmesstischblatt) ist Neuhof als langgestrecktes Angerdorf verzeichnet, während das zur Ostsee hin nahegelegene Heringsdorf nur aus zwei Gebäuden bestand. Noch bis 1920 gab es eine deutliche Trennung zwischen dem Seebad und Neuhof, dem eigentlichen Wohnort. Noch in der Topografischen Karte (TK 10) der DDR von 1989 wurde der Ort verzeichnet, obwohl er bereits eingemeindet war zum Seebad.
Neuhof wurde am 1. Januar 1956 nach Heringsdorf eingemeindet.
Heute zeugen nur Straßennamen und die Haltepunktsbezeichnung der UBB „Heringsdorf-Neuhof“ von dem Wohnplatz, der nicht als Ortsteil gilt.
Neukrug
Neukrug wurde bereits erstmals 1394 als „de nige Kroog“ urkundlich genannt. Er soll bereits 1317 als „taberne Tessentyn“ und „der nige Krug“ (PUB V/2 Nr. 3132) genannt worden sein, diese Urkunde der Generalkonfirmation durch Herzog Wartislaw IV. für das Kloster Pudagla gilt als gefälscht, wie so viele Urkunden dieses Klosters. 1618 ist in der Lubinschen Karte „Nienkroge“ erwähnt. Der Name ist selbstklärend als der Neue Krug (Gaststätte).
In dem PUM von 1835 ist die kleine Ansiedlung nordöstlich von Neuhof als Gaststättengehöft mit vier Gebäuden und als eigenständiger Ort verzeichnet. 1920 ist laut MTB dieser Ort schon zum Seebad Heringsdorf an der Promenade am Damenbad integriert.

### Historische Ansichten

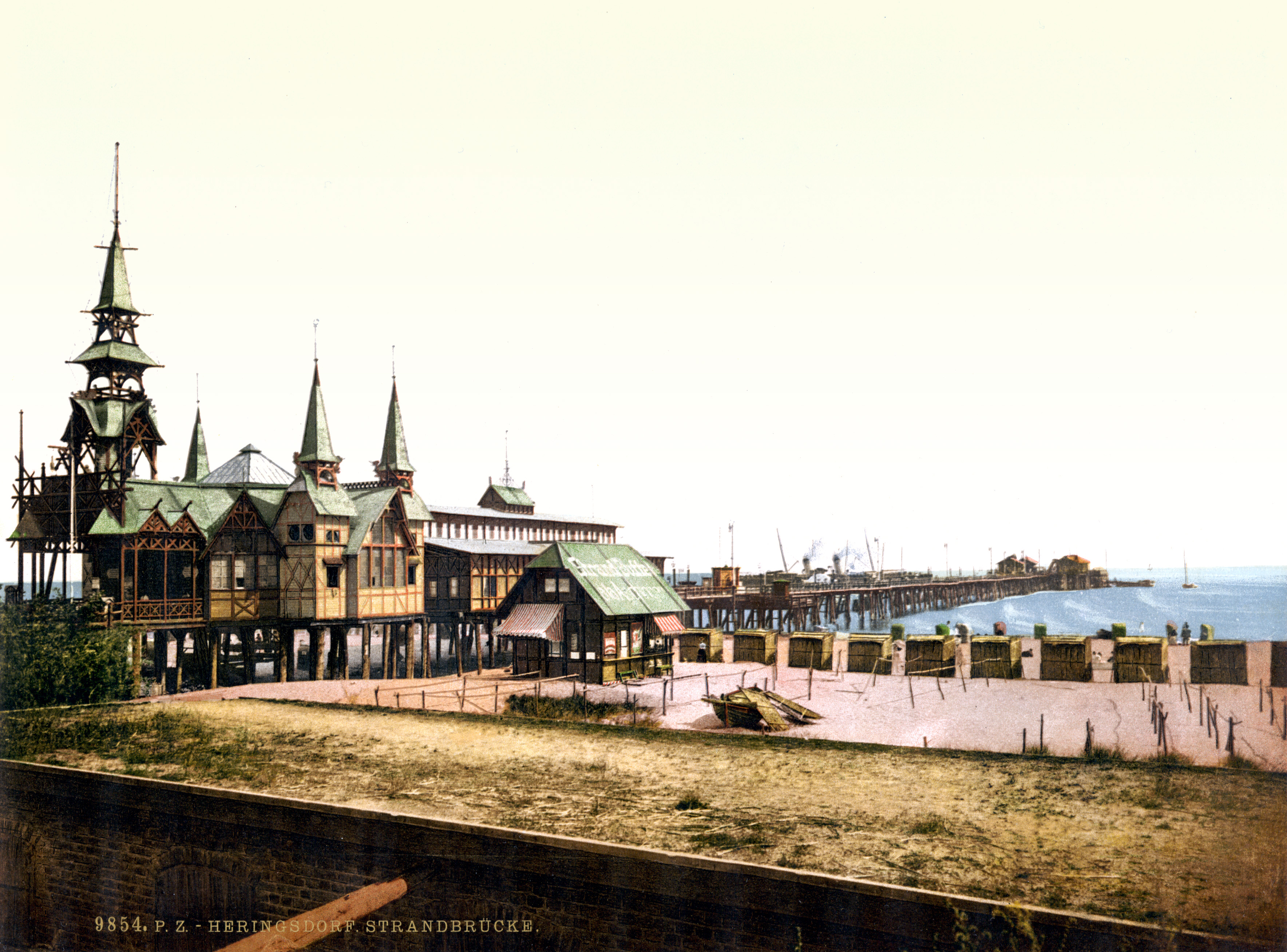
Heringsdorfer Seebrücke (ehem. Kaiser-Wilhelm-Brücke) um 1895, 1957 abgebrannt
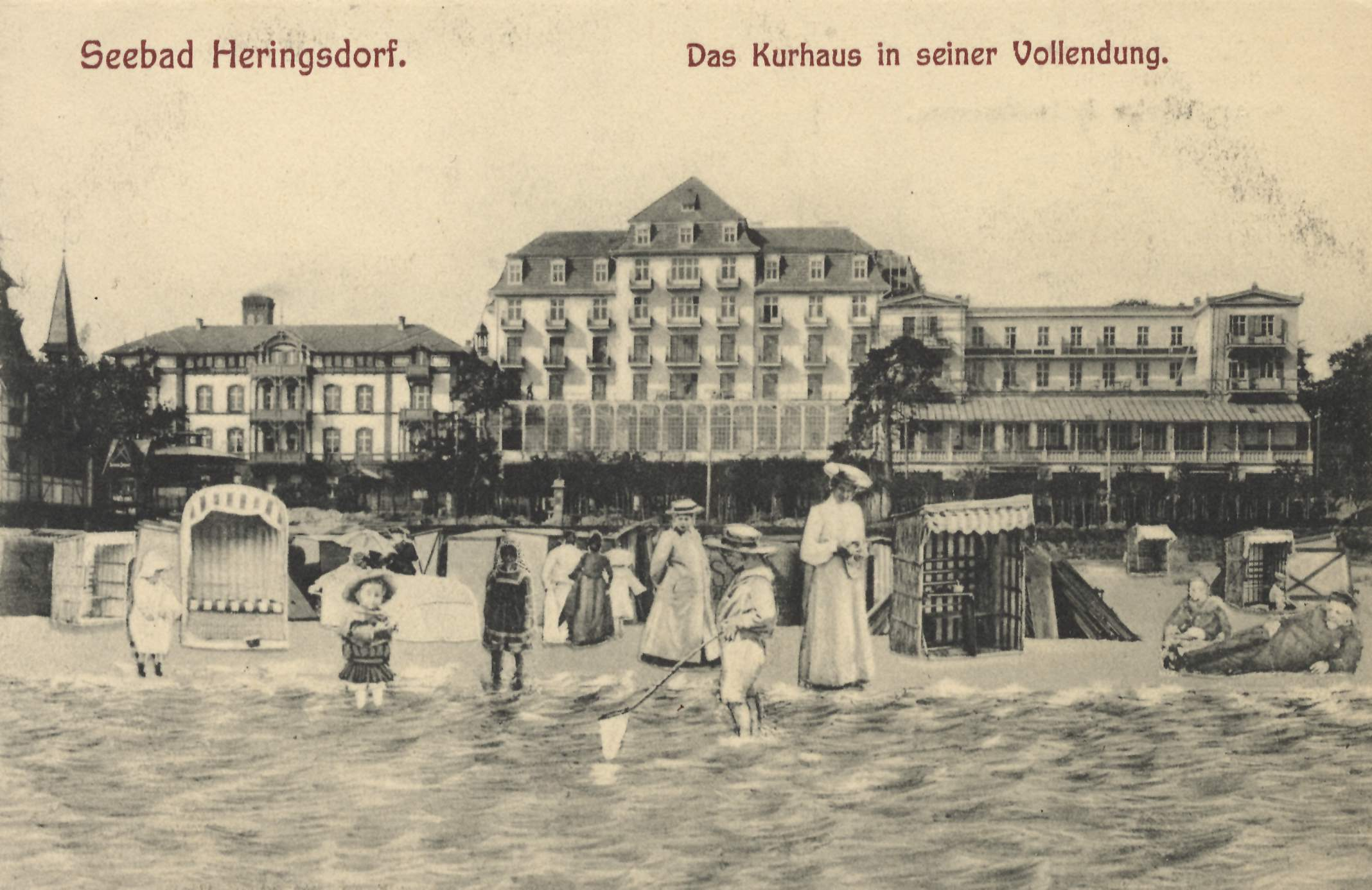
Altes Kurhaus von Heringsdorf um 1900, später FDGB-Erholungsheim „Solidarität“, zu DDR-Zeiten abgerissen
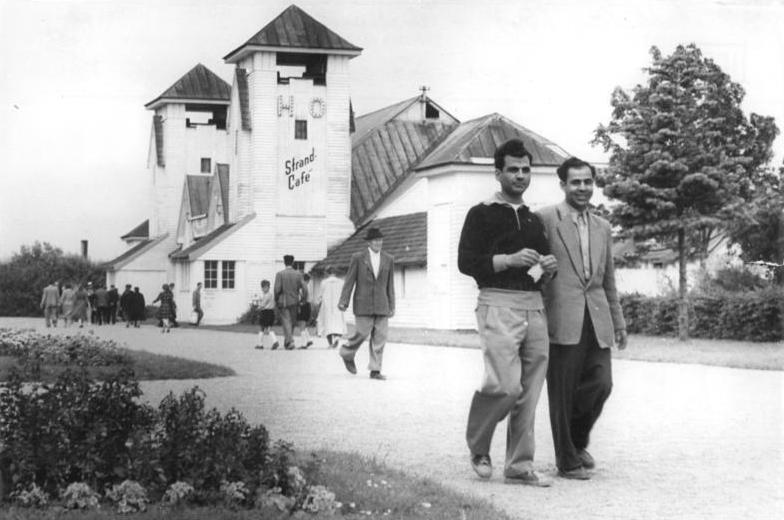
Früheres Familienbad an der Heringsdorfer Promenade, zu DDR-Zeiten HO-Strandcafé (Juli 1956)
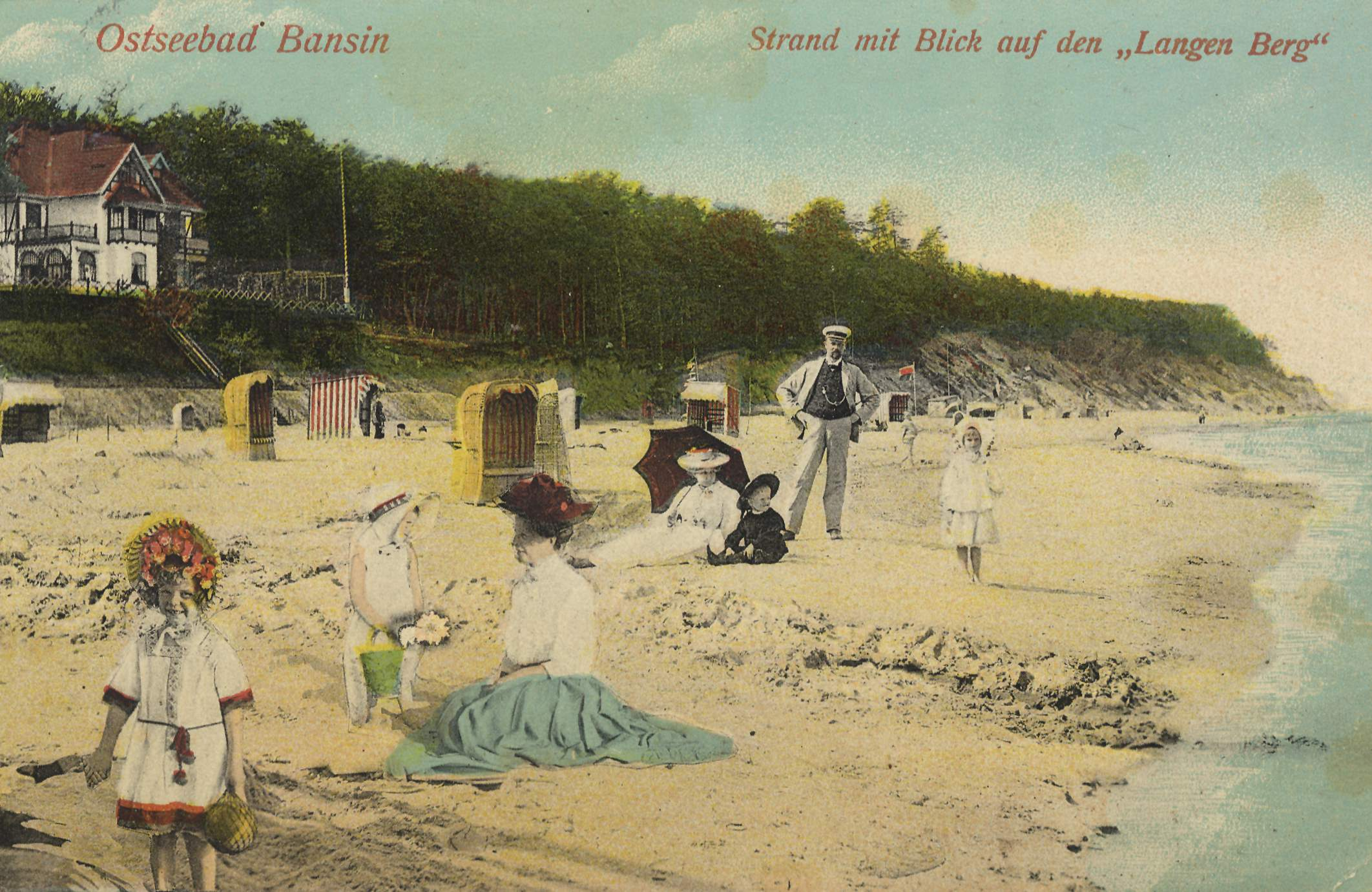
Bansin 1912, Strand und Langer Berg – Strandkörbe gehörten bereits zur typischen Ansicht der Ostseebäder.
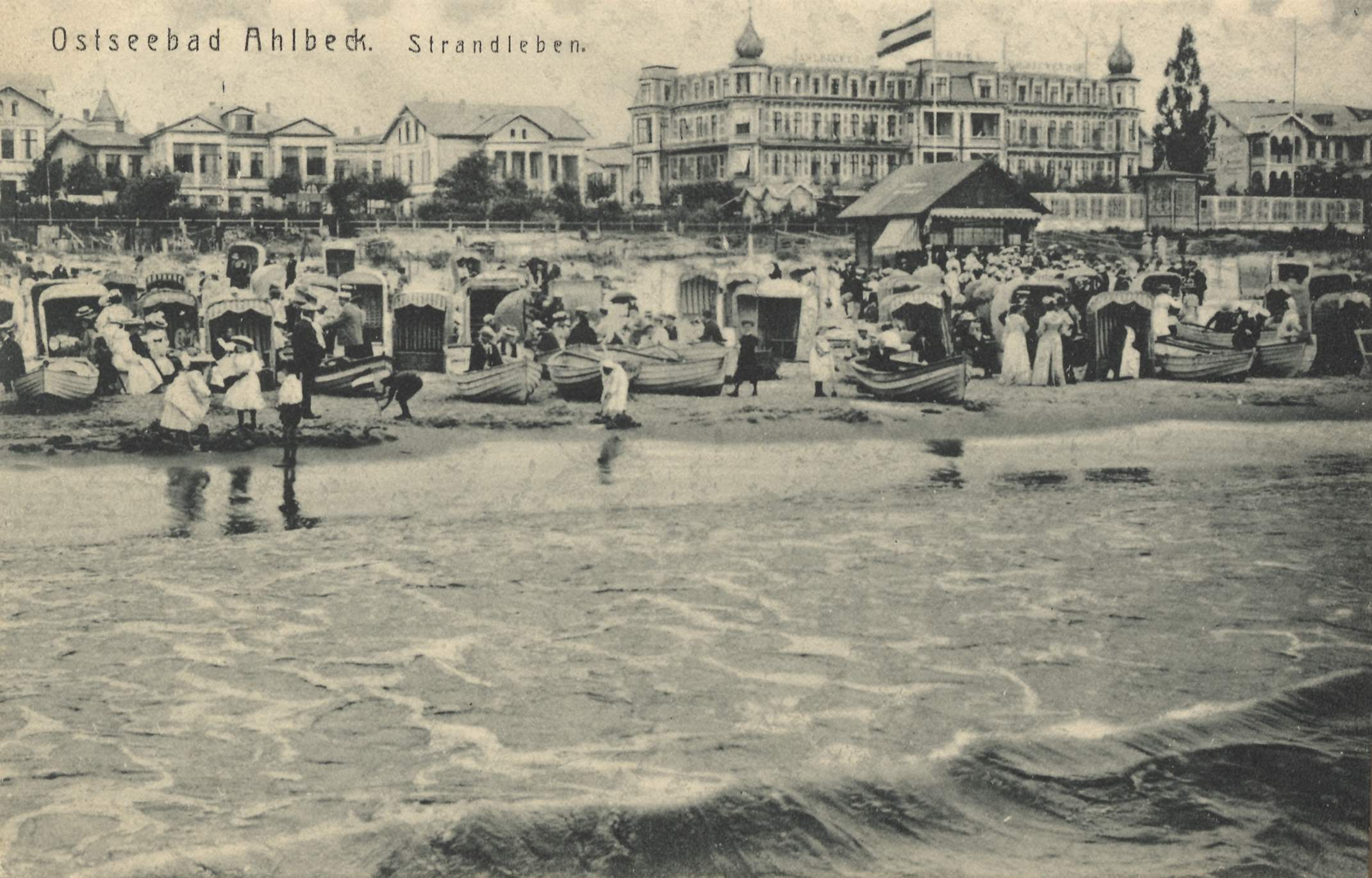
Strandleben in Ahlbeck, Postkarte von 1907
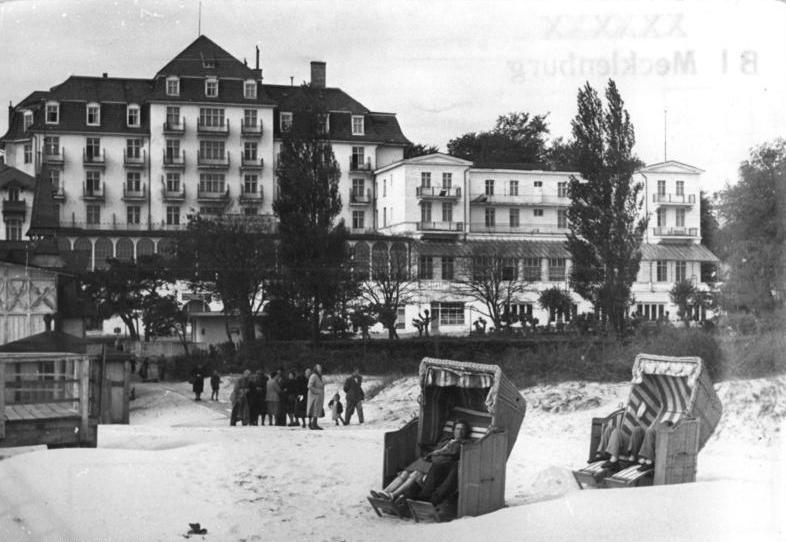
FDGB-Erholungsheim „Solidarität“ in Heringsdorf 1952

## Bevölkerung
| Jahr | Einwohner |
| ---- | --------- |
| 1990 | 3823      |
| 1995 | 3629      |
| 2000 | 3647      |
| 2005 | 9386      |
| 2010 | 9363      |
| 2015 | 8839      |

| Jahr | Einwohner |
| ---- | --------- |
| 2020 | 8443      |
| 2021 | 8387      |
| 2022 | 8425      |
| 2023 | 8240      |

Stand: 31. Dezember des jeweiligen Jahres
Der starke Anstieg der Einwohnerzahl 2005 ist auf den Zusammenschluss von Ahlbeck, Bansin und Heringsdorf zurückzuführen.

## Politik

### Gemeindevertretung
Die Gemeindevertretung der Gemeinde Ostseebad Heringsdorf besteht aus 21 Mitgliedern. Die Kommunalwahl am 9. Juni 2024 führte bei einer Wahlbeteiligung von 58,2 % zu folgendem Ergebnis:
| Partei / Wählergruppe                                | Stimmenanteil 2019 | Sitze 2019 |  | Stimmenanteil 2024 | Sitze 2024 |
| ---------------------------------------------------- | ------------------ | ---------- |  | ------------------ | ---------- |
| CDU                                                  | 25,1 %             | 5          |  | 22,1 %             | 5          |
| AfD                                                  | 15,6 %             | 3          |  | 21,2 %             | 4          |
| Gemeinsam mit Euch (GME)                             | –                  | –          |  | 17,7 %             | 4          |
| Handwerker- und Gewerbeverein Kaiserbäder (HGV)      | .                  | 3          |  | 15,6 %             | 3          |
| Initiative Zukunft Kaiserbäder (InKa)                | .                  | 3          |  | 07,5 %             | 2          |
| Unabhängige Wählergemeinschaft der Kaiserbäder (UWG) | .                  | 1          |  | 07,4 %             | 1          |
| Die Heimat                                           | 06,1 %             | 1          |  | 04,5 %             | 1          |
| SPD                                                  | 04,4 %             | 1          |  | 03,4 %             | 1          |
| Einzelbewerber Jürgen Ehmke                          | –                  | –          |  | 00,6 %             | –          |
| Einzelbewerber Frank Bärwald                         | –                  | –          |  | 00,2 %             | –          |
| Die Linke                                            | 09,2 %             | 2          |  | –                  | –          |
| Unser Lebensraum Vorpommern (ULV)                    | .                  | 1          |  | –                  | –          |
| Bündnis 90/Die Grünen                                | 02,8 %             | 1          |  | –                  | –          |
| Insgesamt                                            | 100 %              | 21         |  | 100 %              | 21         |

### Bürgermeister
- 1991–2003: Hans-Jürgen Merkle
- 2005–2012: Klaus Kottwittenborg
- 2012–2019: Lars Petersen (ab 2015 CDU)[41]
- seit 2019: Laura Isabelle Marisken (parteilos)

Marisken wurde in der Bürgermeisterstichwahl am 16. Juni 2019 mit 55,7 % der gültigen Stimmen gewählt. Sie trat ihr Amt am 1. August 2019 an. Ihre Amtszeit beträgt sieben Jahre.

### Wappen
| Wappen von Heringsdorf | Blasonierung: „In Blau über drei erniedrigten silbernen Wellenleisten eine goldene Krone.“ |
| Wappen von Heringsdorf | Wappenbegründung: In dem Wappen symbolisieren die drei Wellenleisten die einst selbständigen, an der Ostsee liegenden und heute zu einer Gemeinde vereinigten Badeorte Ahlbeck, Bansin und Heringsdorf. Mit der goldenen Krone sollen die Schönheit und Eleganz dieser Ostseebäder, sowie ihre herausragende Entwicklung während der Kaiserzeit versinnbildlicht werden. Das Wappen und die Flagge wurde von dem Schweriner Heraldiker Heinz Kippnick gestaltet. Es wurde zusammen mit der Flagge am 15. April 2008 durch das Ministerium des Innern genehmigt und unter der Nr. 318 der Wappenrolle des Landes Mecklenburg-Vorpommern registriert. |

### Flagge
Die Flagge ist quer zur Längsachse des Flaggentuchs von Blau, Weiß und Blau gestreift. Die blauen Streifen nehmen je ein Viertel, der weiße Streifen nimmt die Hälfte der Länge des Flaggentuchs ein. In der Mitte des weißen Streifens liegt das Gemeindewappen, das zwei Drittel der Höhe des Flaggentuchs einnimmt. Die Höhe des Flaggentuchs verhält sich zur Länge wie 3:5.

### Dienstsiegel
Das Dienstsiegel zeigt das Gemeindewappen mit der Umschrift „GEMEINDE OSTSEEBAD HERINGSDORF“.
Wappen und Flagge des Ortsteils Heringsdorf
| Wappen von Heringsdorf | Blasonierung: „In Blau drei silberne Heringe pfahlweise.“ |
| Wappen von Heringsdorf | Wappenbegründung: In dem Wappen versinnbildlichen die Heringe als redende Zeichen den Ortsnamen. Zugleich stehen sie für den einstigen Haupterwerbszweig der Einwohner, den Heringsfang. Die Tingierung verweist auf die Zugehörigkeit der einstigen Gemeinde zur ehemaligen Provinz Pommern. Durch den Zusammenschluss der drei Ostseebäder verlor das Wappen von Heringsdorf zum 1. Januar 2005 seinen Status als Hoheitszeichen. Das Wappen wurde von dem Maler von Buonacorzi gestaltet und vom Kurdirektor Valentin von Bismarck 1905 eingeführt. Es wurde unter der Nr. 54 der Wappenrolle des Landes Mecklenburg-Vorpommern registriert. |

Die Flagge wurde vom Heringsdorfer Jürgen Ulrich gestaltet und am 2. März 1998 durch das Ministerium des Innern genehmigt.
Die Flagge besteht aus blauem Flaggentuch. Es ist in der Mitte mit den Figuren des Wappens der ehemaligen Gemeinde Seebad Heringsdorf belegt: mit drei weißen Heringen pfahlweise. Die Figuren nehmen jeweils drei Zehntel der Länge und ein Neuntel der Höhe des Flaggentuchs ein. Die Höhe des Flaggentuchs verhält sich zur Länge wie 3:5.

### Partnerschaften
Es bestehen Partnerschaften mit den Städten und Gemeinden Beckum in Nordrhein-Westfalen, Folgaria in Italien, Grodków und Tolkmicko in Polen sowie La Celle-Saint-Cloud und Merville-Franceville-Plage in Frankreich. Gute Kontakte unterhält die Gemeinde Heringsdorf weiterhin zur Insel Djerba in Tunesien und zur Botschaft Marokkos. Eine enge Freundschaft besteht zur polnischen Nachbarstadt Swinemünde, ein entsprechender Vertrag wurde im Fischereimuseum (dem ehemaligen Rathaus) in Swinemünde unterzeichnet.

## Sehenswürdigkeiten und Kultur
→ Siehe: Liste der Baudenkmale in Heringsdorf
Bekannt wurden die Ortsteile von Heringsdorf insbesondere durch ihre Seebrücken, die aufwändig gestalteten Hotel- und Villenbauten in Bäderarchitektur und den durchgehenden Sandstrand.

### Seebrücken

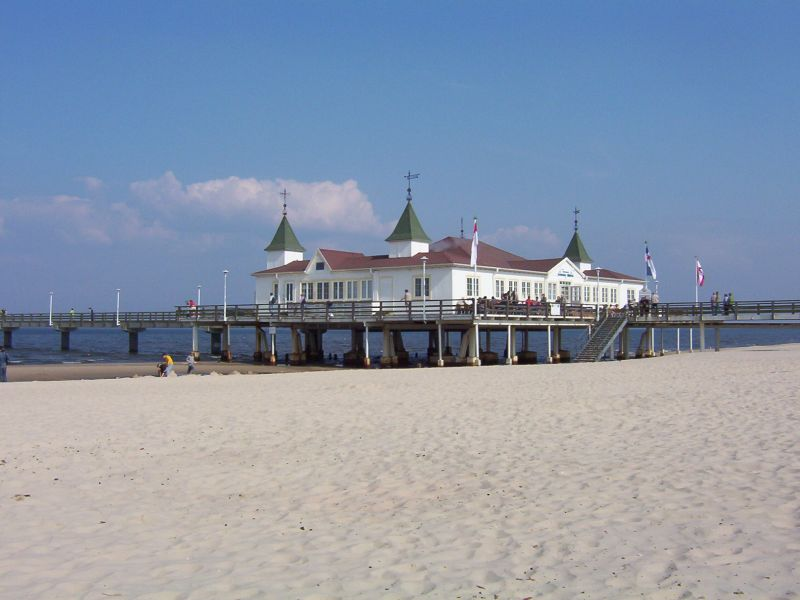
Seebrücke Ahlbeck

Zwischen den Seebrücken auf Usedom verkehren die Adler-Schiffe regelmäßig und transportieren Fahrgäste von Seebad zu Seebad.
Ahlbeck
Die Seebrücke Ahlbeck wurde 1899 mit einem 280 m ins Meer reichenden Seesteg in gründerzeitlicher Architektur errichtet und 1993 erneuert, wobei historische Bausubstanz wiederhergestellt wurde.
Auf dem Platz vor der Seebrücke steht eine Jugendstiluhr von 1911 mit Girlanden-Ornamentik. Die Seebrücke diente in Loriots Film Pappa ante portas als Kulisse.
Heringsdorf
Die Seebrücke Heringsdorf ist mit 508 Metern die längste Seebrücke Deutschlands. Der Bau wurde am 23. März 1994 begonnen, die Eröffnung fand vom 3. bis 5. Juni 1995 statt. Die ursprüngliche Kaiser-Wilhelm-Brücke wurde 1953 und 1958 durch Brandstiftung vernichtet.
Ihr „Landgebäude“ beherbergt eine Reihe von Geschäften, eine Pizzeria und im Obergeschoss mehrere Appartements. Über einen durch eine Glaswand vor Regen und Sturm geschützten Steg gelangt der Besucher zum pyramidenförmigen, nachts illuminierten „Brückengebäude“, in dem zwei Restaurants Platz gefunden haben.
Bansin
Die Seebrücke von Bansin ist ein Seesteg ohne Land- und Brückengebäude, mit einer Länge von 285 m, der über den ca. 50 m breiten Sandstrand ins Meer führt.

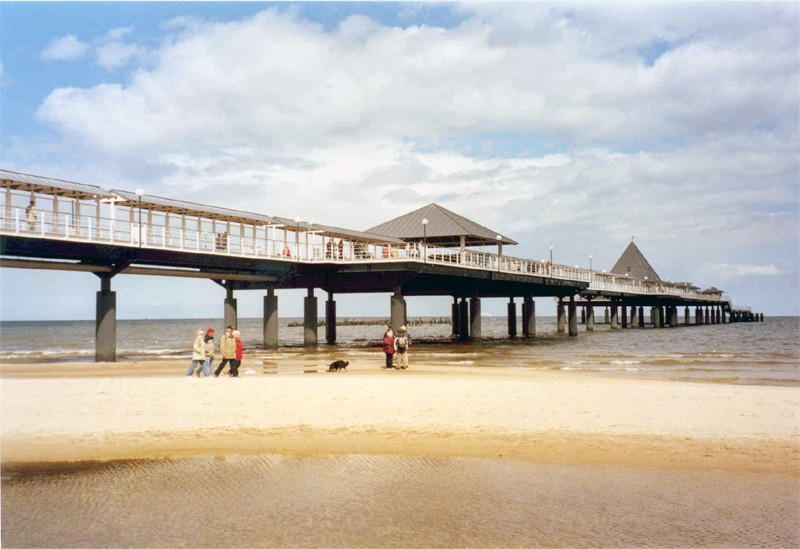
Seebrücke Heringsdorf
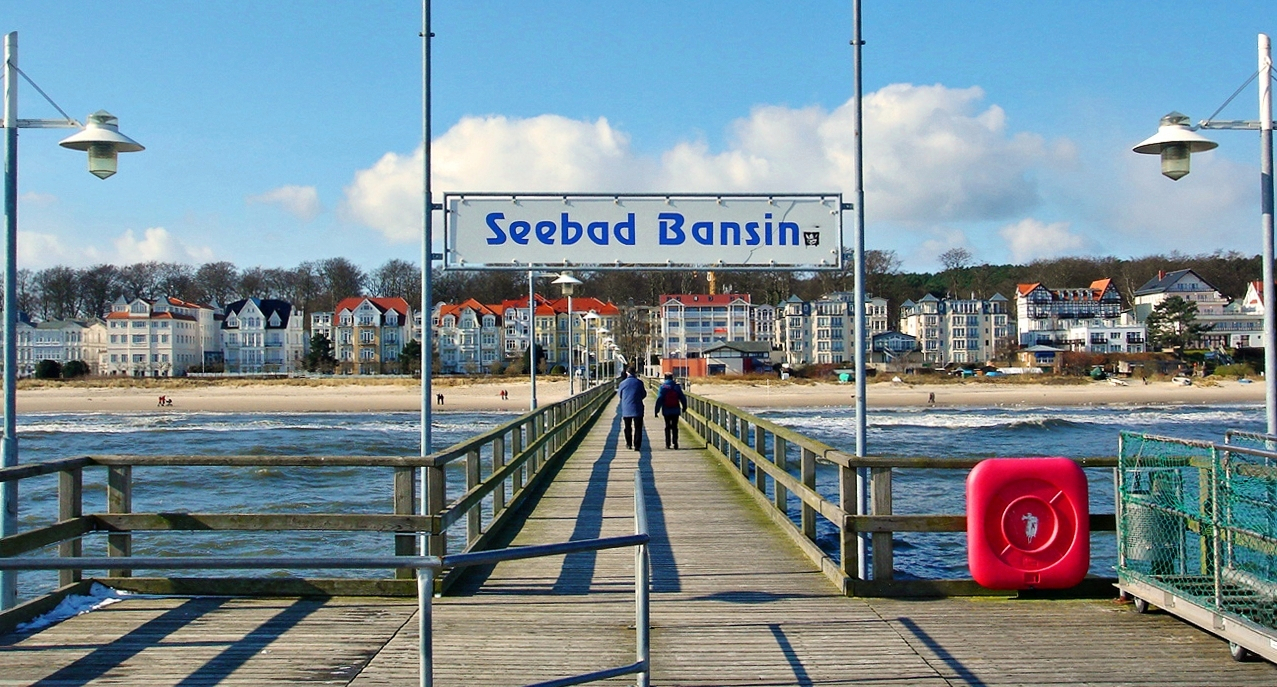
Seebrücke Bansin, Blick auf die „Perlenkette“ mit zahlreichen Bädervillen

### Bäderarchitektur
Ahlbeck
Ahlbeck besitzt sowohl an der Promenade als auch entlang der parallel zur Strandpromenade verlaufenden Dünenstraße gut erhaltene repräsentative Bauten im Stil der Bäderarchitektur.
Seit 1991 wurde der Ortskern mit seinen zahllosen Bädervillen mit Hilfe der Städtebauförderung umfassend saniert.
Bansin

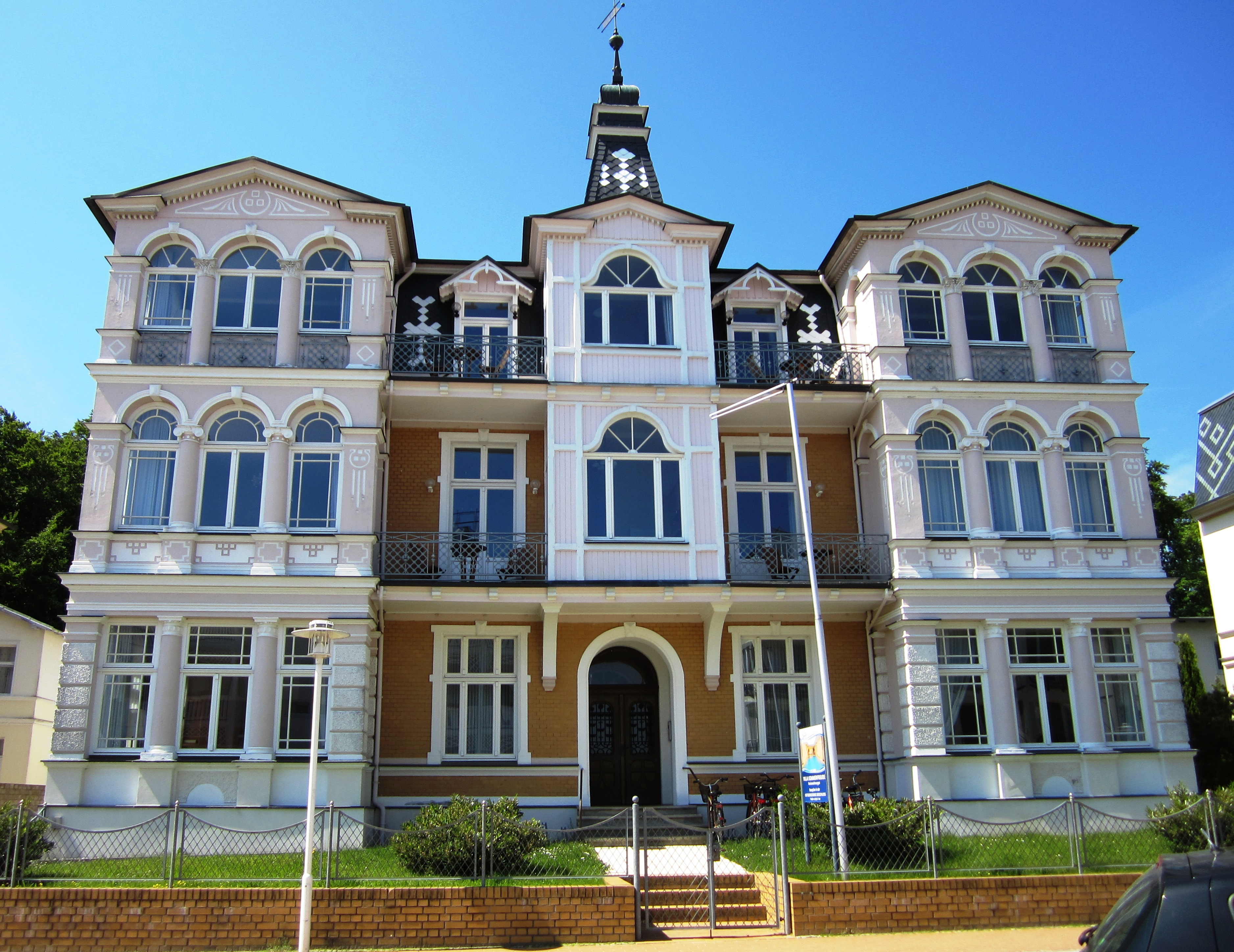
In der Bansiner Bergstraße gibt es viele prächtige Bädervillen (Villa Sommerfreude, Nummer 21). Durch die erhöhte Lage und die versetzte Bauweise genießen auch die Häuser in der zweiten und dritten Reihe Ostseeblick.

Die nach der Wende 1990 restaurierten – zumeist weißen – Villen aus dem 19. Jahrhundert entlang der Strandpromenade (Bergstraße) mit ihren typischen architektonischen Komponenten sind durchweg wieder Hotels oder Ferienwohnungen.
Heringsdorf
Das älteste erhaltene Heringsdorfer Gebäude ist das 1825 als Bülowsches Logierhaus nach Plänen von Karl Friedrich Schinkel errichtete Weiße Schloss. Die Bebauung Heringsdorfs mit Villen und Nutzbauten konzentrierte sich in der ersten Hälfte des 19. Jahrhunderts um den bewaldeten sandigen Hügel des Kulm sowie um den Bereich des Ortes Neukrug. Georg Bernhard von Bülow ließ am Kulm weitere Gästehäuser, wie das heute Villa Achterkerke genannte, sowie ein Gesellschaftshaus errichten.
Renommierte Architekten wie Hermann von der Hude und Julius Hennicke ergänzten in der zweiten Hälfte des 19. Jahrhunderts die bisher nur auf Sommeraufenthalte ausgelegte Bäderarchitektur um repräsentative historistische Bauten, ähnlich den Berliner Villenvororten.

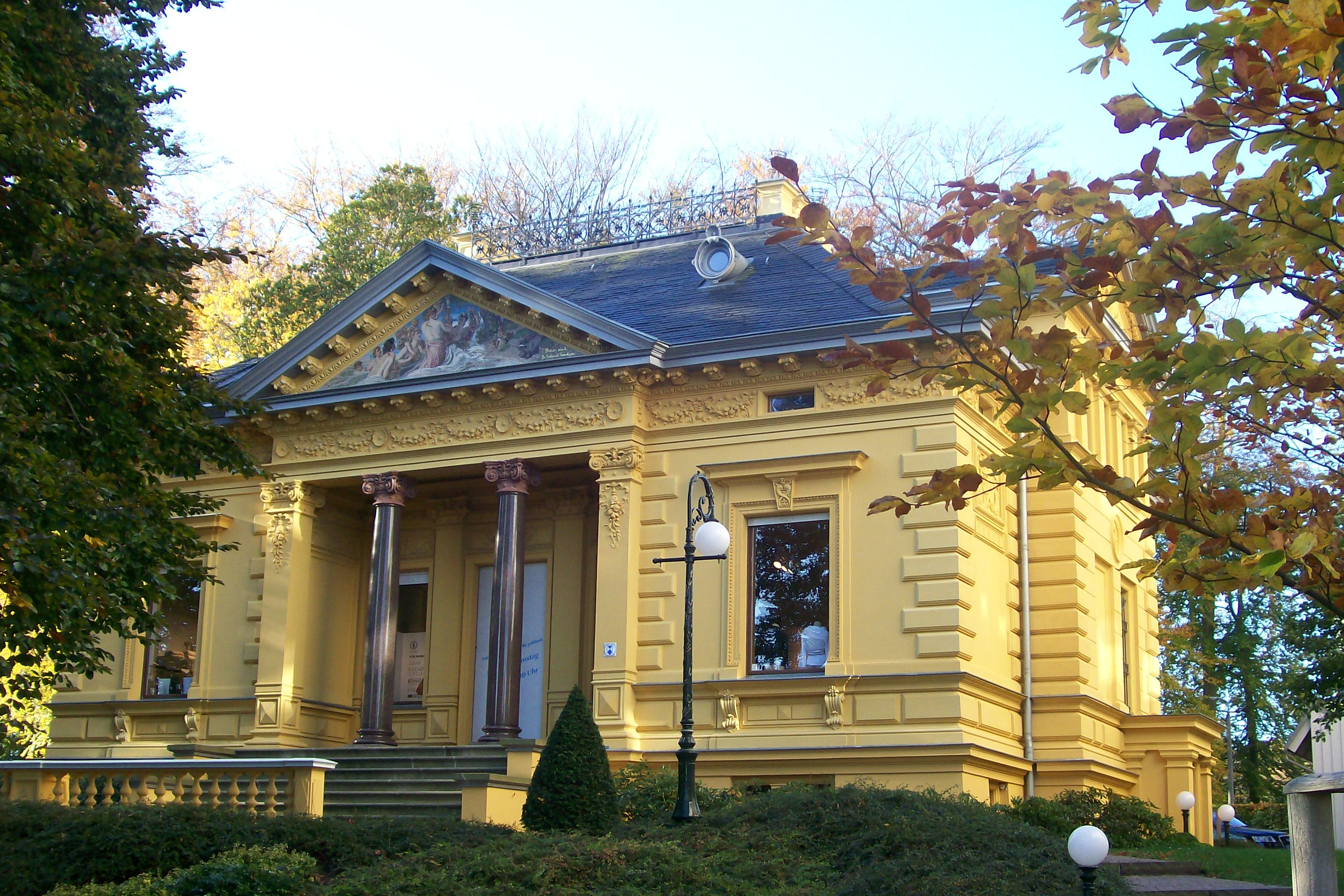
Villa Oechsler in Heringsdorf, früher Haus Berthold, von 1883 (mit Mosaik von Antonio Salviati)

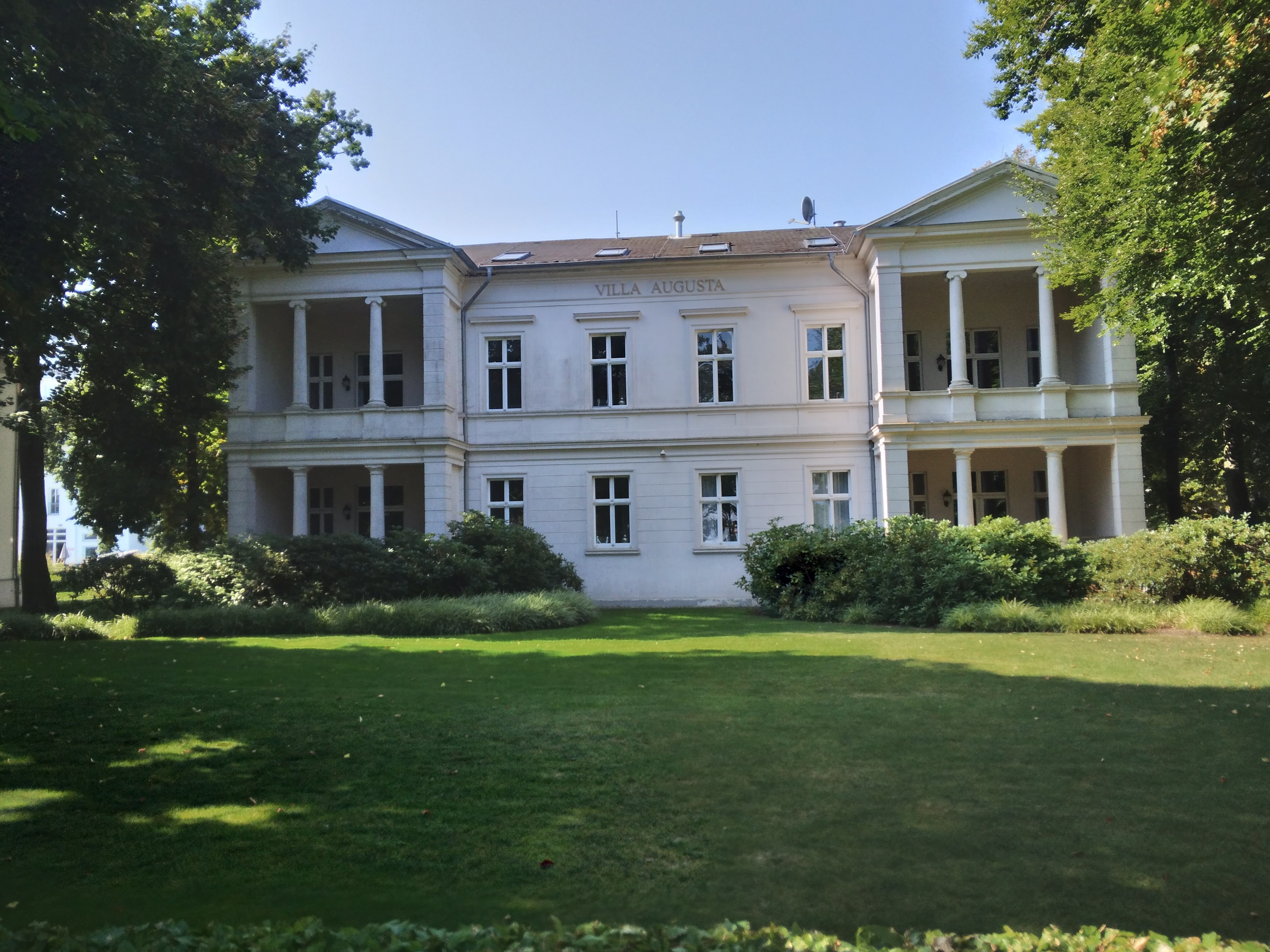
Heringsdorf Strandvilla Uferpromenade

An der Strandpromenade befinden sich zahlreiche Bädervillen, die oftmals eine wechselvolle Geschichte hinter sich haben. In der Villa Oppenheim beispielsweise residierte Lyonel Feininger 1909 bis 1912. Direkt daneben stand bis 1994 die Villa Delbrück, die sich Geheimrat Hugo Delbrück, der Gründer der „Aktiengesellschaft Seebad Heringsdorf“ (1872) bauen ließ. Der nächste Bau, die Villa Diana, hat so unterschiedliche Gäste wie Hans von Bleichröder, Hermann Göring sowie zu DDR-Zeiten den FDGB-Vorstand Harry Tisch erlebt. Nur wenige Schritte entfernt findet sich die Villa Augusta – hier verbrachte der Maler Bernard Schultze die Sommer seiner Kindheit. Im Garten der Villa Staudt befindet sich eine bei Howaldt in Braunschweig gefertigte Büste Kaiser Wilhelms I. Sein Enkel, Kaiser Wilhelm II., wurde im Haus der Konsulwitwe Elisabeth Staudt mehrmals zum Tee empfangen. Die Villa Oechsler, die der Berliner Kommerzienrat Hermann Berthold 1883 in der heutigen Delbrückstraße 5 bauen ließ, ist wegen ihres Glasmosaiks von Antonio Salviati von kunsthistorischer Bedeutung. In der Villa hatte nach 1945 die sowjetische Besatzungsmacht ihre Kommandantur; in der DDR-Zeit diente sie als Gemeindebibliothek.
Vergleichbar sehenswert sind auch die Villen abseits der Strandpromenade. In der Villa Irmgard außerhalb des Zentrums versuchte Maxim Gorki 1922 seine Lungentuberkulose zu kurieren.

### Kirchen
In den Ostseebädern wurden die Kirchen eher etwas abseits des Zentrums in Waldstücken errichtet. Die Kirchen von Heringsdorf und Ahlbeck wurden im 19. Jahrhundert gebaut, als der Tourismus in den Orten zunahm.
In Heringsdorf wurde die evangelische Kirche im Walde von dem Schinkel-Schüler Ludwig Persius entworfen und als Saalkirche im Stil der Neogotik 1848 fertiggestellt. Die Ahlbecker Kirche, ebenfalls eine historistische Saalkirche, wurde auf Betreiben des Lehrers und Kantors Johann Koch gebaut und 1895 fertiggestellt. Die Bansiner Waldkirche wurde 1939 vollendet.

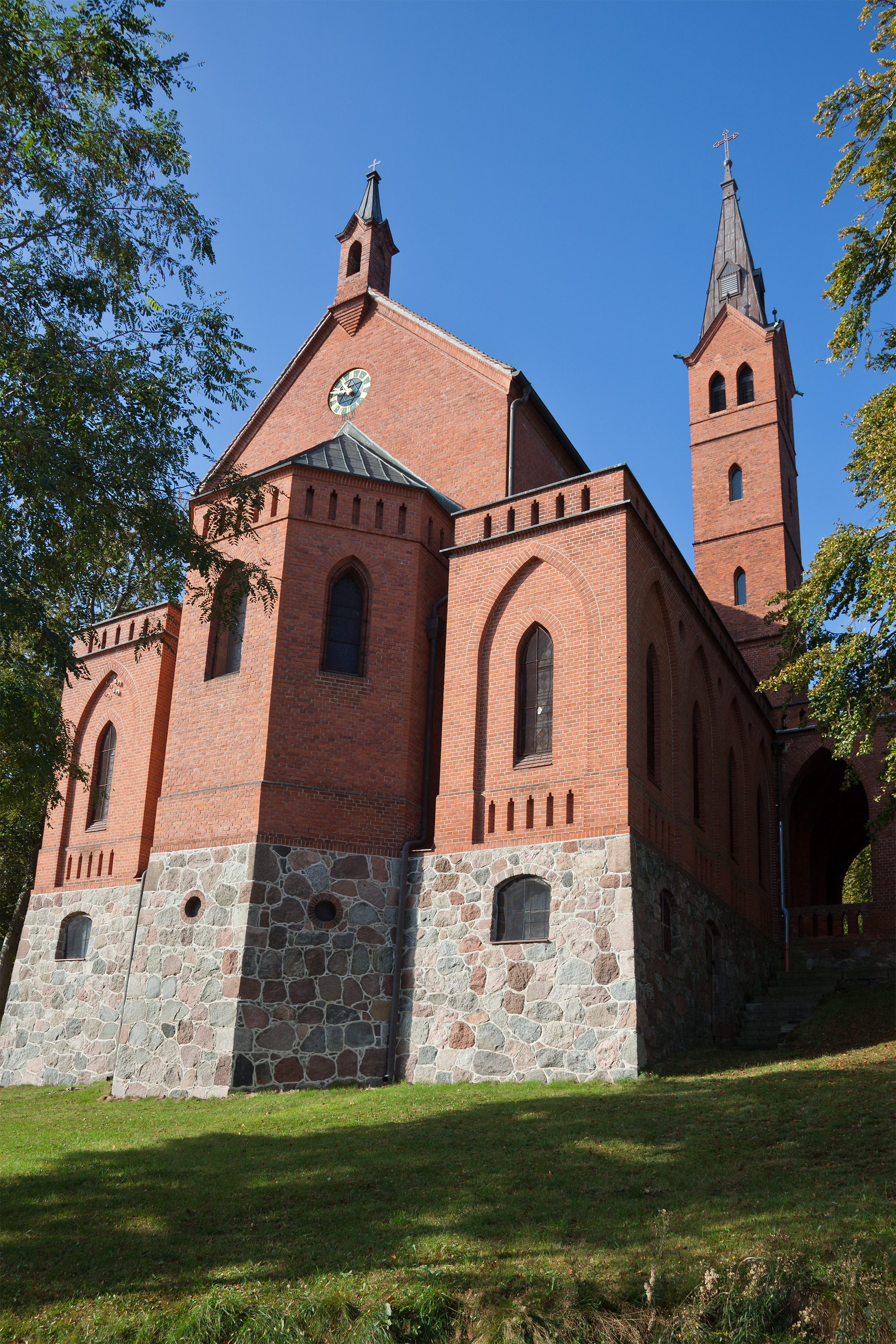
Kirche im Walde in Heringsdorf
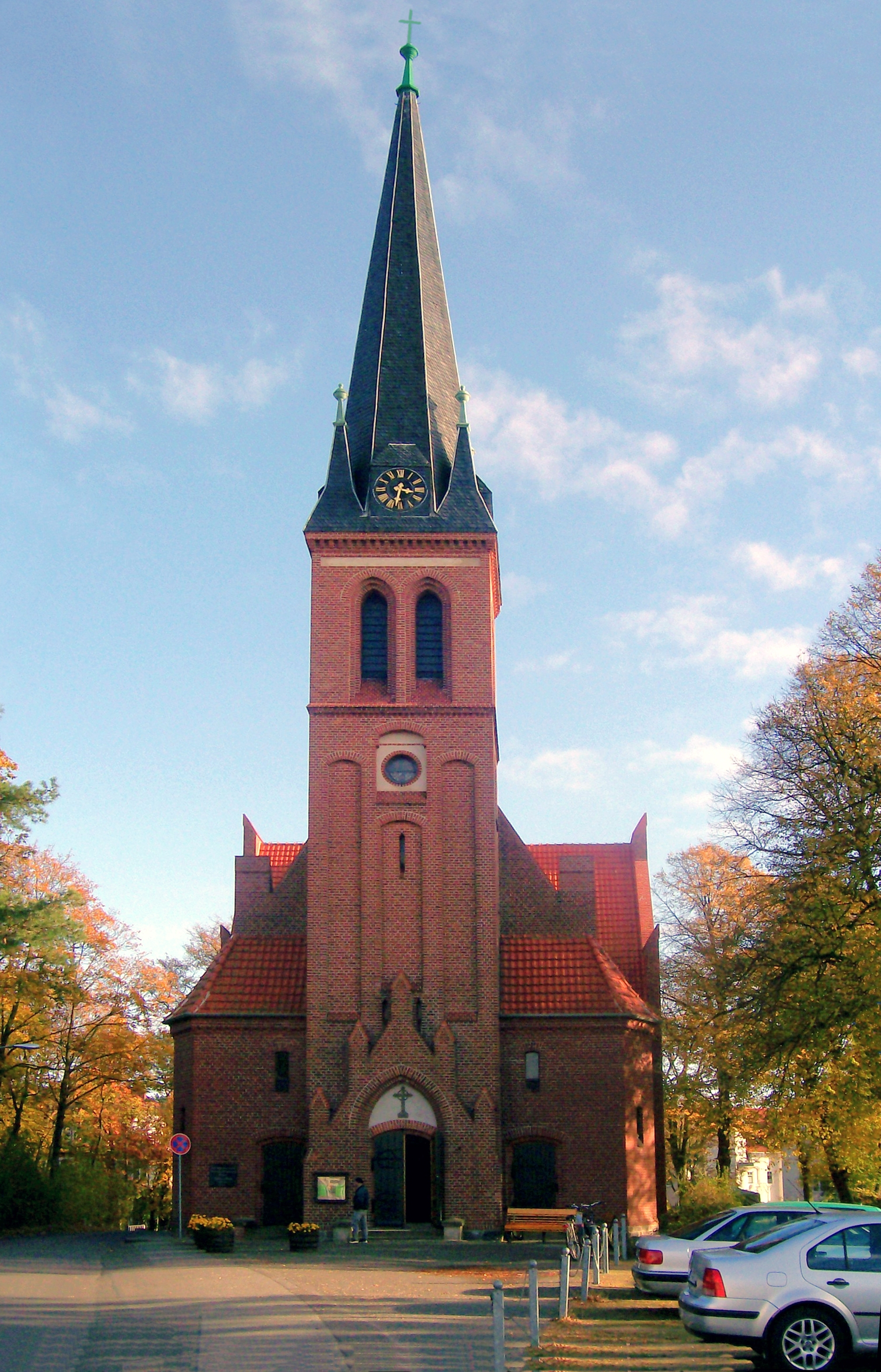
Ahlbecker Kirche
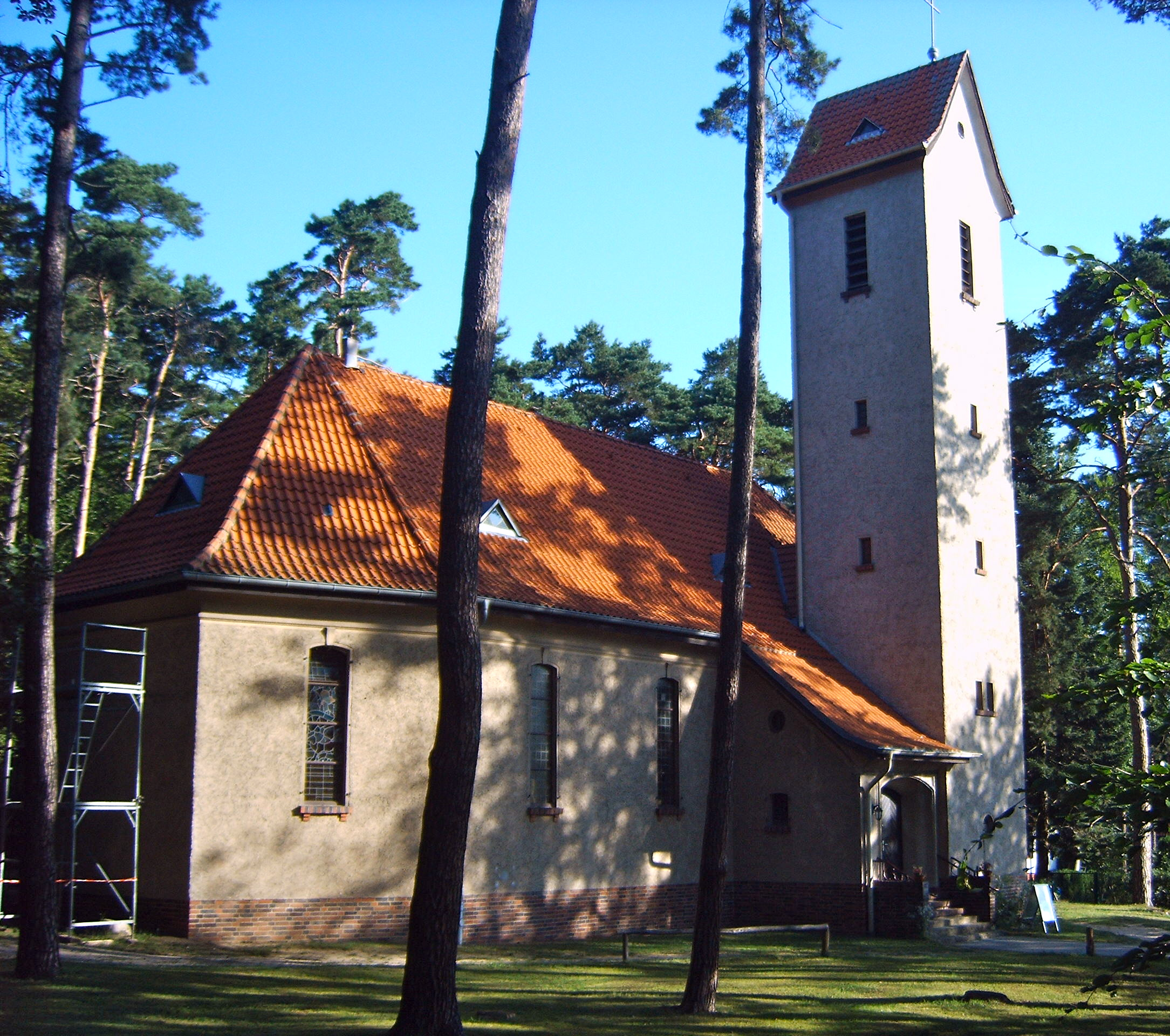
Bansiner Waldkirche

### Naturdenkmale
Als Naturdenkmale sind die in Norddeutschland seltenen Douglasien, die an der Promenade Heringsdorf als exotische Bäume gepflanzt wurden, registriert. Auch der Findling in Richtung Gothen gehört zu den geschützten Geotopen.
Vom Sieben-Seen-Berg in Neu-Sallenthin bietet sich der Rundblick über die Gewässer (Ostsee, Gothensee, Kachliner See, Großer Krebssee, Kleiner Krebssee, Schmollensee, Achterwasser und Schloonsee). Über Sallenthin und Sellin gelangt man auf den Wanderweg um den Schmollensee, der durch bewaldete Höhen und Niederungen führt.

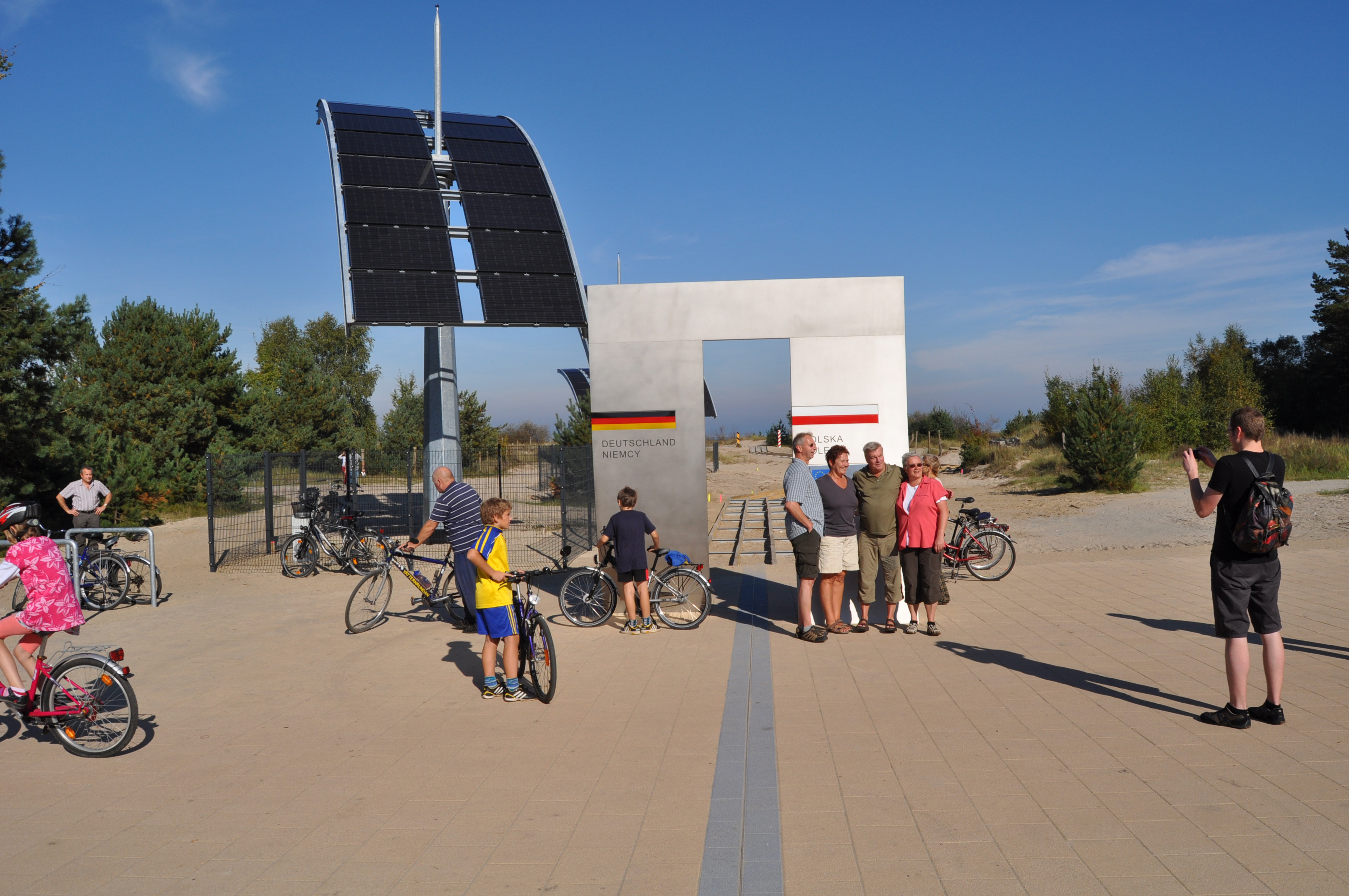
Grenze an der Strandpromenade zwischen Ahlbeck und Swinemünde

### Grenze zu Polen
Zwei Kilometer östlich von Ahlbeck verläuft seit 1945 die Grenze zu Polen. Vor 1990 war diese noch mit einem dreifachen Zaun und Wachturm versehen. Nach der Wende führte bis Anfang 2007 ein nur für Fußgänger, Radfahrer und Reisebusse vorbehaltener Grenzübergang nach Swinemünde. Seit Dezember 2007 ist nun auch dieser Grenzübergang für jeglichen Verkehr (außer LKWs) geöffnet. 2011 wurde mit Fertigstellung der Promenade von Bansin bis Swinemünde an der ehemaligen Grenzstelle ein Denkmal mit Nebeneinrichtungen eröffnet.

### Museen

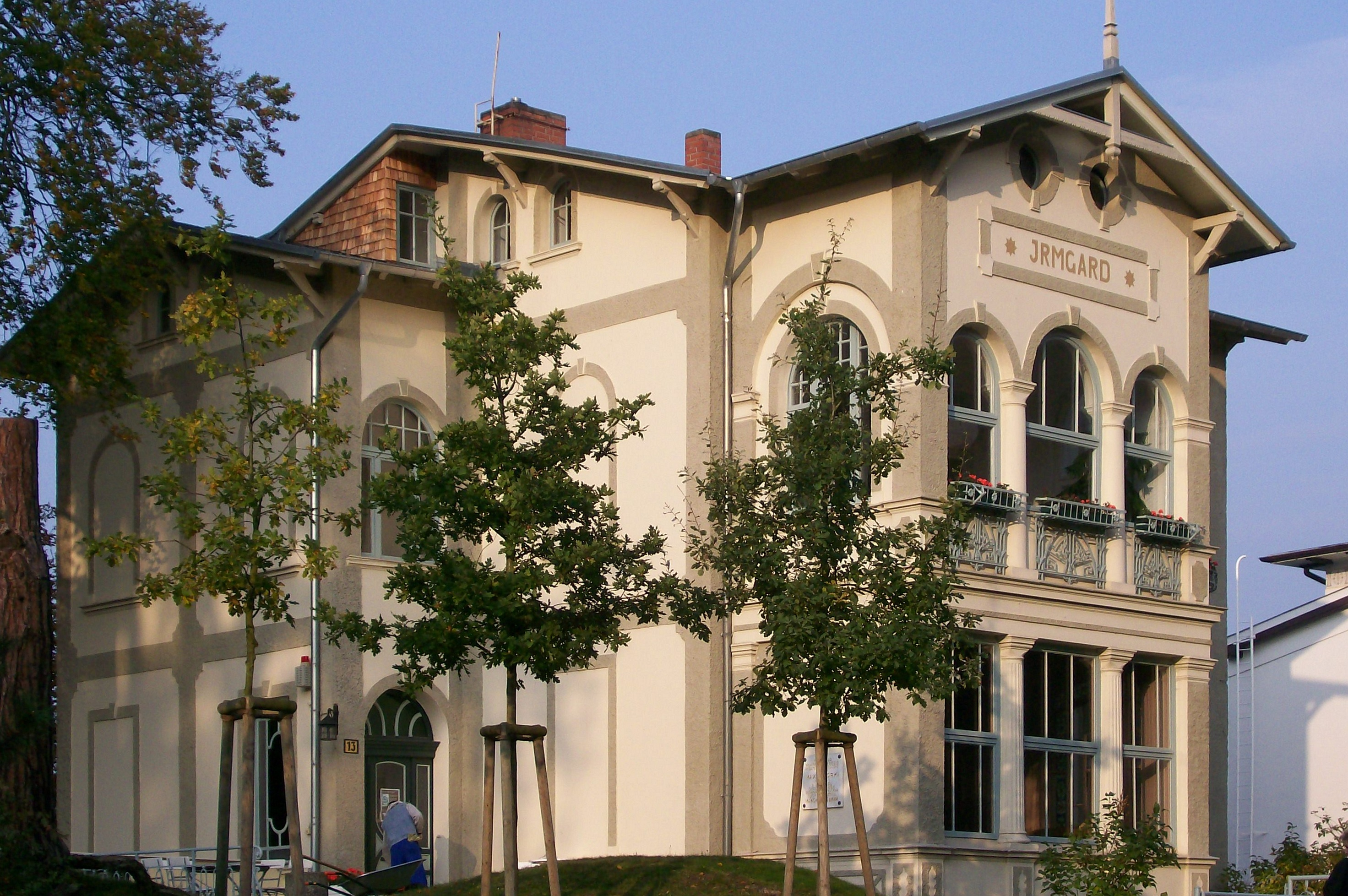
Villa Irmgard in Heringsdorf mit Maxim-Gorki-Museum

Im Bahnhof Heringsdorf befindet sich ein Eisenbahnmuseum und in den Bahnhöfen Ahlbeck und Heringsdorf historische Eisenbahnfahrzeuge. In Heringsdorf befinden sich das private Muschelmuseum sowie die Villa Irmgard. Sie ist ein ehemaliges Gästehaus, in dem neben anderen prominenten Gästen 1922 Maxim Gorki den Sommer verbrachte. Die Villa wurde als Heimatmuseum und Gedenkstätte für Gorki eingerichtet. Sie dient auch für Veranstaltungen wie Konzerte und Lesungen.
In Bansin wurde das frühere Feuerwehrhaus zum Hans-Werner-Richter-Haus umgestaltet. Darin befindet sich die Ausstattung von Richters früherem Arbeitszimmer. Auch an Carola Stern wird in diesem Gebäude mit ihrem Arbeitsraum erinnert. Ein Veranstaltungsraum im Obergeschoss wird wegen seiner Ausstattung mit grafischen Arbeiten des Literatur-Nobelpreisträgers, Schriftstellers, Malers und Bildhauers Günter Grass aus dem Besitz Richters als Günter-Grass-Raum bezeichnet.

### Kunst und Theater

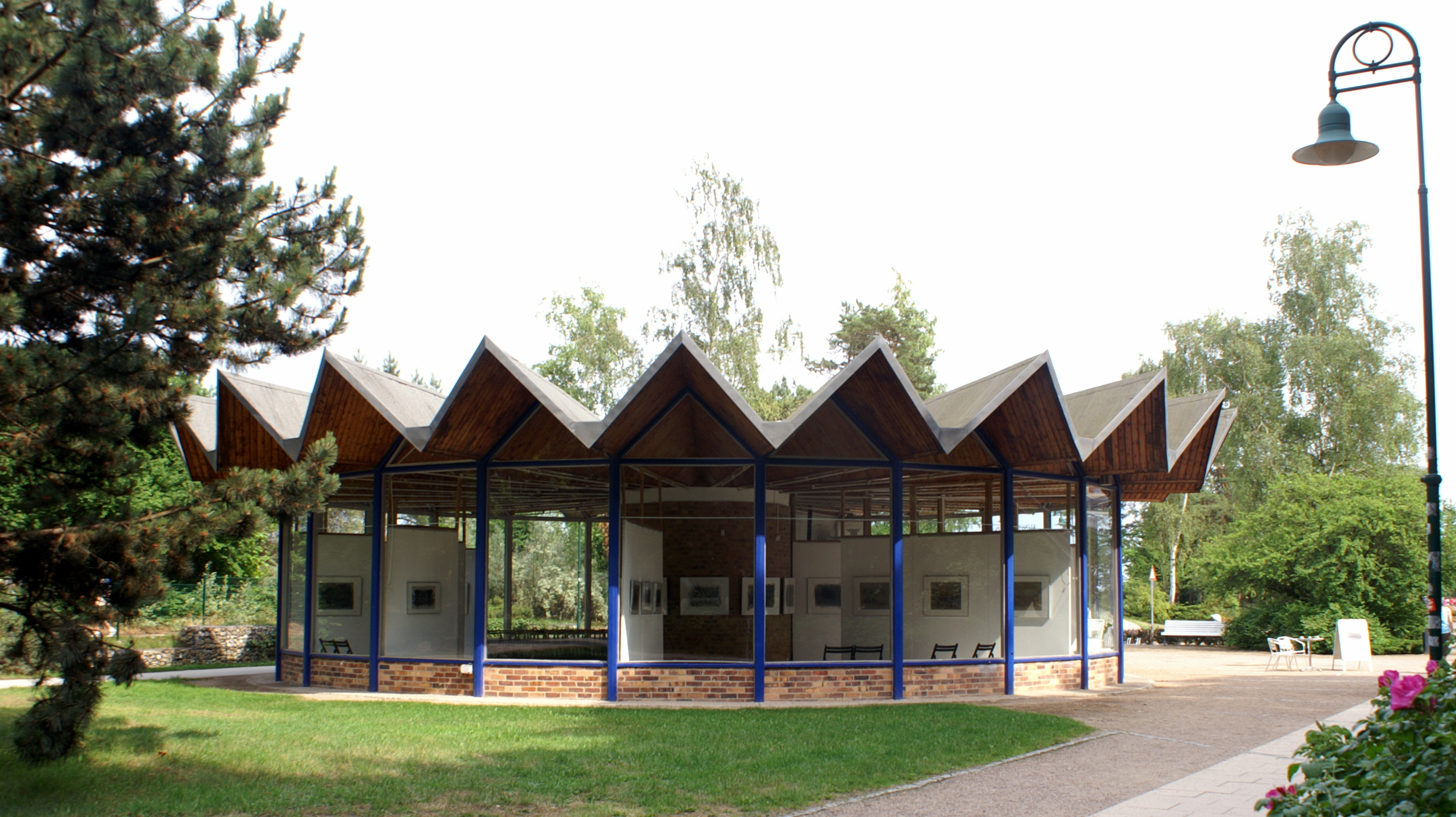
Kunstpavillon Heringsdorf

Seit 1970 wird für Kunstausstellungen, Konzerte und Lesungen der Kunstpavillon Heringsdorf an der Strandpromenade, genutzt. Der von Ulrich Müther entworfene und gebaute Rundbau ist heute ein Ausstellungsort mit einem Programm aus Konzerten, Lesungen oder der alljährlichen Kunstauktion.
Das Theaterzelt Chapeau Rouge der Vorpommerschen Landesbühne Anklam zeigt alljährlich im Sommerhalbjahr seit 1991 klassische und zeitgenössische Stücke.

### Volkssternwarte

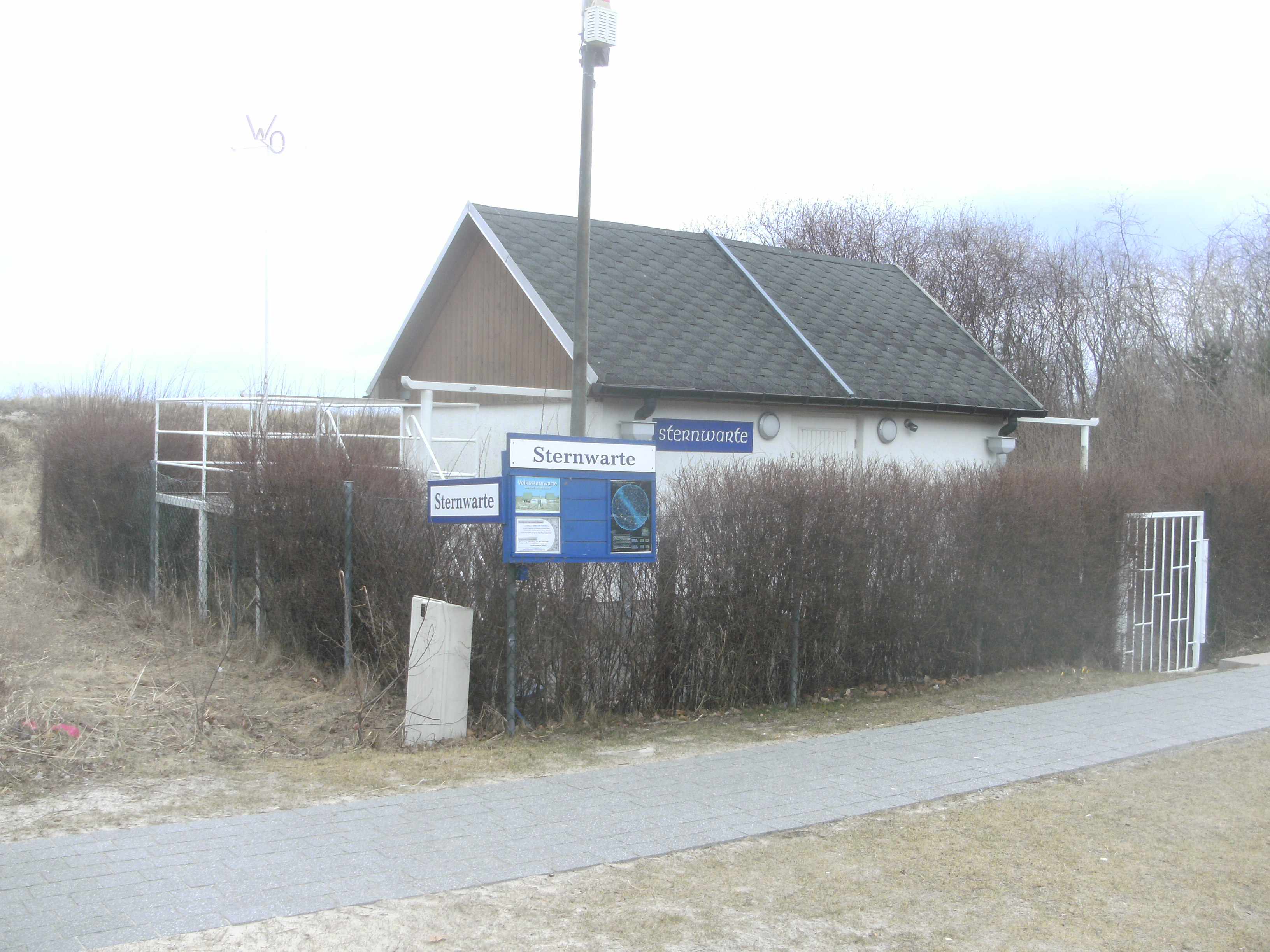
Sternwarte »Manfred von Ardenne«

Im Jahre 1960 initiierte der Physiker sowie Rundfunk- und Fernsehpionier Manfred von Ardenne den Bau einer Volkssternwarte auf der Düne östlich der Seebrücke in Heringsdorf und machte der Gemeinde hierfür ein 25-cm-Spiegelteleskop zum Geschenk. Die Sternwarte trägt seither als Volkssternwarte „Manfred von Ardenne“ seinen Namen. Das Gebäude der Sternwarte weist ein zweiteiliges Satteldach auf, dessen beide Hälften bei Bedarf nach außen verschoben werden können, wodurch dann der Nachthimmel über dem Teleskop freigegeben wird. In den Monaten Juni bis August werden hier Führungen mit Himmelsbeobachtung und Vorträge angeboten.

## Wirtschaft und Infrastruktur

### Tourismus

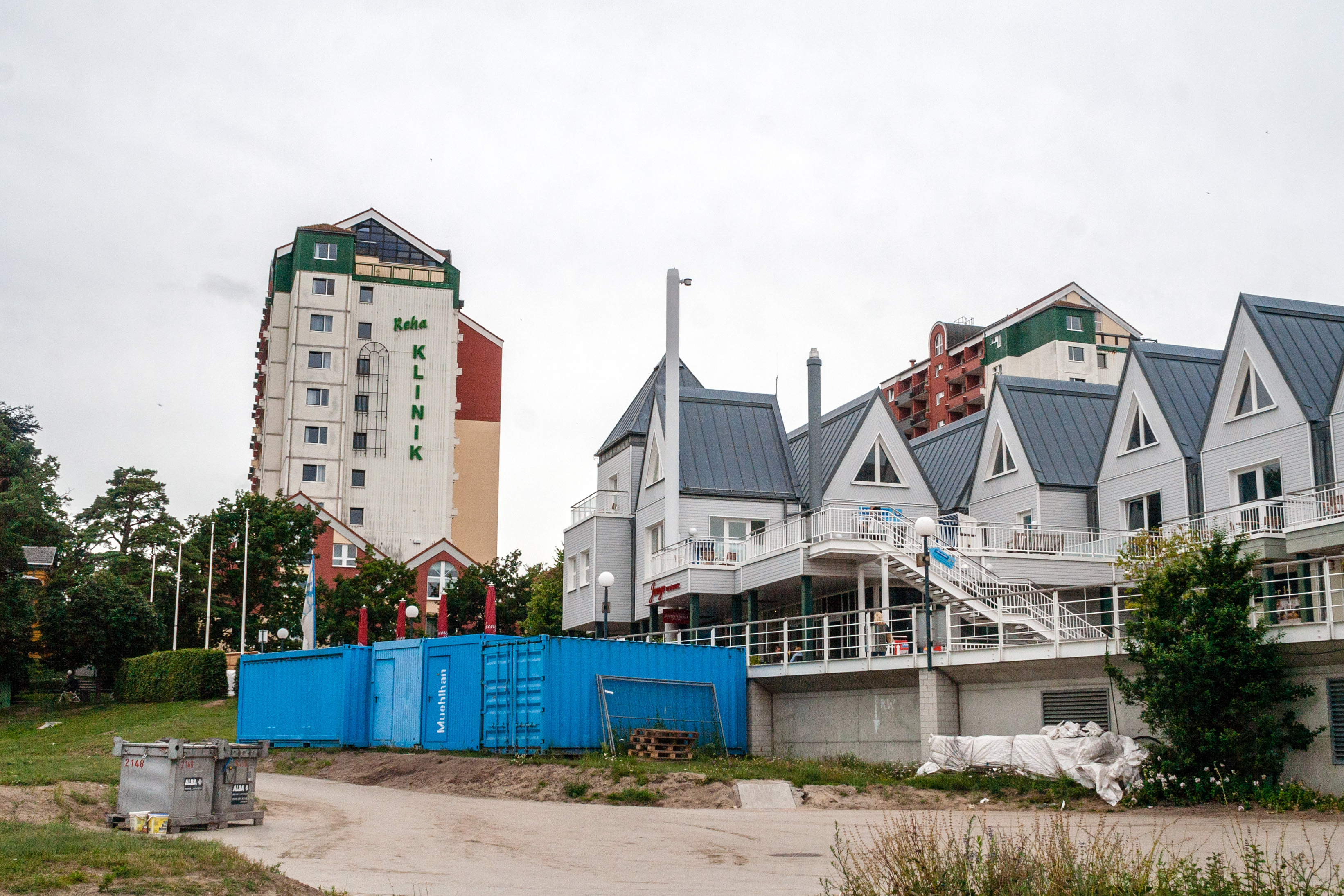
Kurhotel Heringsdorf

Von überragender Bedeutung ist der Fremdenverkehr. Auf dem Gebiet der Gemeinde Heringsdorf befindet sich eine große Anzahl von Beherbergungs- und gastronomischen Betrieben sowie Rehabilitationseinrichtungen mit dem ersten Kur- und Heilwald Europas.
In den im Jahr 2008 statistisch erfassten 187 Beherbergungsbetrieben von Heringsdorf übernachteten in 13.734 Betten 441.192 Gäste. Die Rehaklinik Usedom ist für mehrere Indikationen zugelassen, die zu Medigreif gehörenden Inselkliniken decken psychosomatische Indikationen sowie Rehaangebote für Kinder und Jugendliche als auch Mutter und Kind ab.
Die Ostseetherme in Ahlbeck mit dem Aussichtsturm ist ein wichtiger Bestandteil der ganzjährigen Nutzung der Erholungsorte der Umgebung.
In Heringsdorf befindet sich der Sitz der Usedomer Bäderbahn. Des Weiteren ist in Heringsdorf die älteste Strandkorbfabrik Deutschlands ansässig, das Korbwerk.
Im Jahr 2021 wurde der Baumwipfelpfad Usedom in unmittelbarer Nähe des Bahnhofs errichtet.

### Verkehr

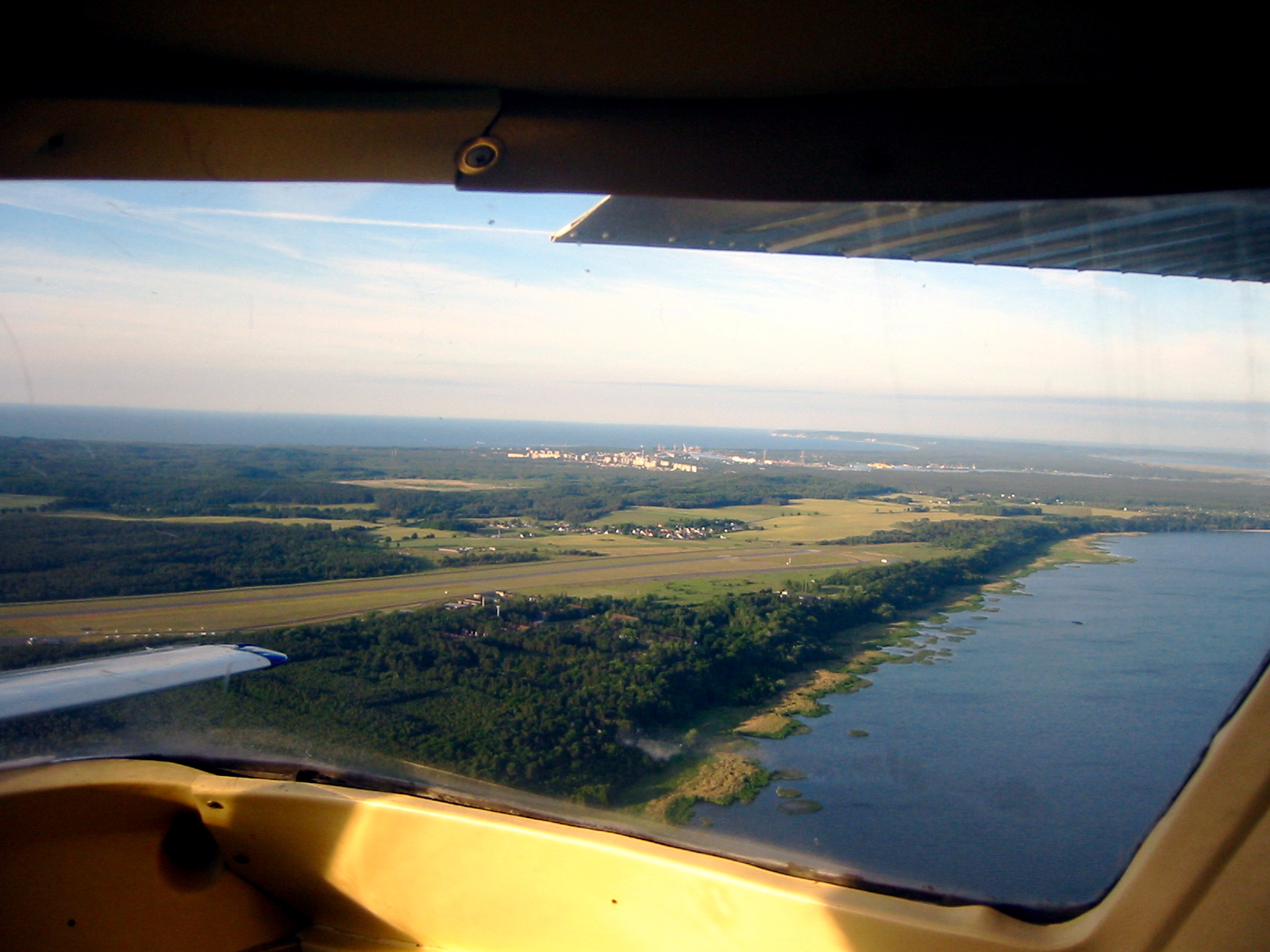
Anflug auf den Flughafen Heringsdorf

Straße
Durch das Gemeindegebiet führt die Landesstraße L 266, die bis zur Änderung ihres Verlaufs Teilstück der Bundesstraße 111 war. Sie verbindet die B 111 bei Pudagla mit der Bundesstraße 110 in Zirchow am Stettiner Haff.
Bahn

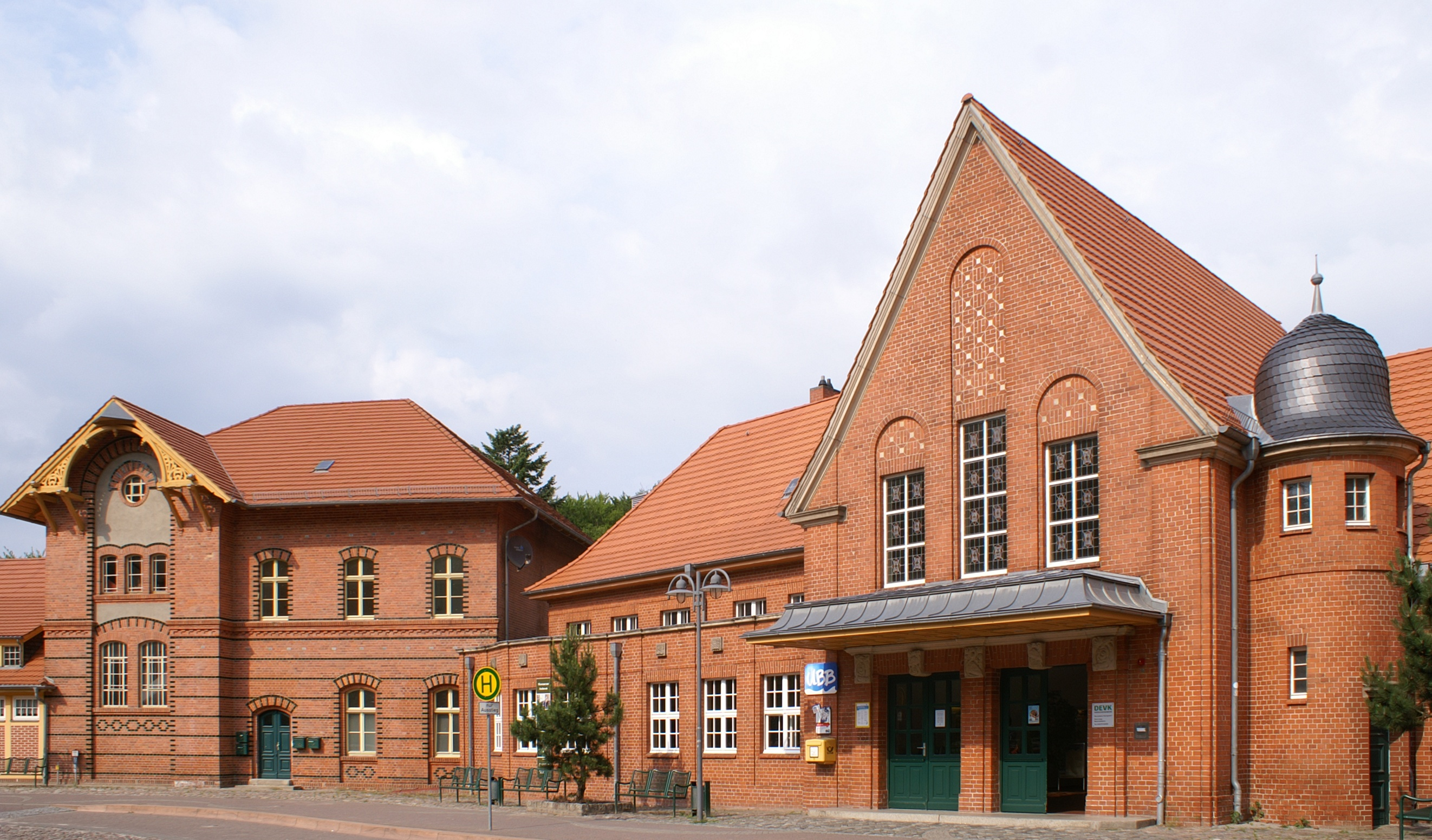
Bahnhof Heringsdorf, 1894/1911 erbaut

Die Gemeinde besitzt in Bansin, Heringsdorf und Ahlbeck insgesamt sechs Bahnhöfe und Haltepunkte an der Strecke Ducherow–Wolgaster Fähre, unter anderem den Bahnhof Seebad Heringsdorf, den als Kopfbahnhof konzipierten größten Bahnhof der Insel, und den neben dem Grenzübergang zu Polen gelegenen Haltepunkt Ahlbeck Grenze.
Bus
Den öffentlichen Personennahverkehr auf der Straße betreibt im deutschen Teil die OstseeBus GmbH. Die Gemeinde Heringsdorf ist durch Linienbusse mit der Stadt Usedom im Hinterland der Insel und der Stadt Anklam verbunden. Über zwei Grenzübergänge bei Ahlbeck und Garz bestehen Verbindungen ins polnische Swinemünde.
Fahrrad

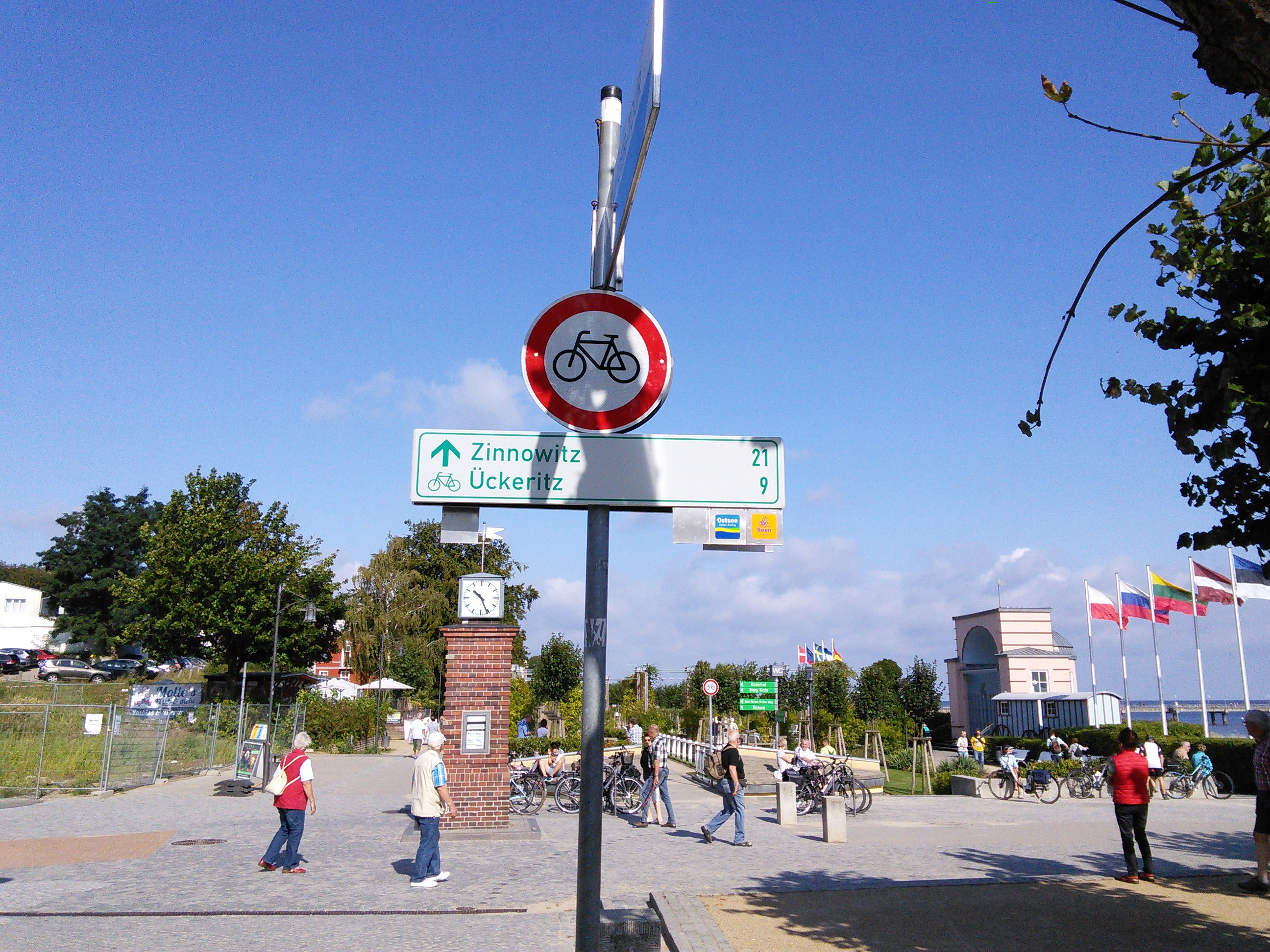
Radfahren verboten auf dem Ostseeküstenradweg in Heringsdorf (2016)

Die Gemeinde besitzt zahlreiche Radwege, aber kein geschlossenes Radwegenetz. Die 12 Kilometer lange Promenade durch die drei Ortsteile Bansin, Heringsdorf und Ahlbeck und weiter durch Świnoujście (Swinemünde) ist weitgehend als Rad- und Fußweg oder als verkehrsberuhigter Bereich ausgewiesen, jedoch werden Radfahrer an mehreren Stellen (darunter an der Grenze Deutschland/Polen und im Bereich der Seebrücken Heringsdorf und Bansin) zum Absteigen aufgefordert. In Westrichtung führen Radwege (meist befestigt, sonst feste Waldwege, teilweise mit erheblichen Steigungen) weiter bis nach Peenemünde im Nordwesten Usedoms. Auch das Hinterland der Insel ist vom Kaiserbad gut über Radwege, Ortsstraßen und Landstraßen erreichbar.
Im Ortsteil Ahlbeck enden die Fernradwege D-Route 2 (Ostseeküstenradweg, von Flensburg) und D-Route 12 (Oder-Neiße-Radweg, von Zittau) des Radnetzes Deutschland. Auch der Berlin-Usedom-Radweg durchquert Heringsdorf. Auf polnischer Seite verlängert der R10 den Ostseeküstenradweg bis nach Danzig.
Schiff
Von den Seebrücken Bansin, Heringsdorf und Ahlbeck aus fahren Seebäderschiffe bis nach Świnoujście und Międzyzdroje in Polen. Die Fahrten werden durch die Adler-Schiffe durchgeführt. Vom Hafen in Świnoujście-Warszów auf Wollin aus bestehen Fährverbindungen der Unity Line nach Ystad und Trelleborg in Schweden.
In Swinemünde gibt es eine Marina für Privatboote, mit direktem Zugang zur Ostseeküste. Der nächstgelegene deutsche Seglerhafen befindet sich 15 Kilometer südlich vom Ortsteil Ahlbeck in Kamminke. Unmittelbar an der Außenküste ist im Jahr 2014 noch kein Hafen vorhanden, jedoch ist ein solcher mit Direktzugang östlich vom Schloonsee in Heringsdorf geplant.
Flug
Etwa 15 Kilometer entfernt bei Garz im Usedomer Hinterland befindet sich der Usedomer Flughafen, der auch für Flugzeuge des Typs Airbus A320 erreichbar ist.
Zum Flugangebot zählen innerdeutsche Linienflüge, Charterflüge zu ausländischen Zielen für Urlauber und Geschäftsreisende sowie Rundflüge in der Region. Ab Mai 2014 werden u. a. Flüge von und nach Düsseldorf, Frankfurt, Stuttgart, Dortmund, Köln/Bonn, München, Warschau, Wien, Zürich und Bern angeboten.

### Sport
- Heringsdorfer Sportverein Blau-Weiß 90
- FC Insel Usedom Fußballverein
- HSV Insel Usedom: Handballverein (ehemals HSV Blau-Weiß Insel Usedom)
- Radsportverein Seebad Ahlbeck
- Schützenverein Neppermin Am Achterwasser
- Sportgemeinschaft Medizin Bansin
- Sportverein (SV) Eintracht Ahlbeck 48: Fußball, Volleyball, Kegeln, Damengymnastik
- Tennis-Club „Blau-Weiß“ Seebad Ahlbeck
- Roll- & Eissportverein Insel Usedom e. V. (Schamasen)
- Schützengilde von 1860 e. V. Sallenthin

## Persönlichkeiten

### Ehrenbürger
- 2015: Else Rönsch (1904–2015), älteste Bürgerin Deutschlands[57]
- 2015: Lothar  Schröder-Löhr (1929–2021), Clown[58]
- 2018: Heinz Brinkmann (1948–2019), Dokumentarfilmer[59]

### Söhne und Töchter der Gemeinde
Ahlbeck
- Erich Murawski (1894–1970), Journalist und Archivar
- Else Rönsch (1904–2015), einst älteste lebende Deutsche
- Gösta Schwarck (1915–2012), Komponist und Unternehmer
- Carola Stern (1925–2006), Publizistin
- Sabine Curio (* 1950), Malerin und Grafikerin

Bansin
- Egon Richter (1932–2016), Journalist und Schriftsteller
- Ute van der Mâer (* 1971), Komponistin, Musikpädagogin, Künstlerin, Lehrerin am Inselgymnasium Heringsdorf

Gothen
- Kurt von Borcke (1835–1905), Mitglied des Preußischen Herrenhauses

Heringsdorf
- Günther K. F. Schultze (1896–1945), Gynäkologe
- Horst Hähle (1923–2005), Glasmaler
- Heinz Brinkmann (1948–2019), Dokumentarfilmer und Regisseur
- Cornelia Falken (* 1956), Politikerin (Die Linke)
- Egbert Liskow (* 1957), Politiker (CDU)
- Harald Petzold (* 1962), Politiker (Die Linke)
- Jörg Krohn (* 1963), Tennisspieler

Neu Sallenthin
- Hans Werner Richter (1908–1993), Schriftsteller

### Mit der Gemeinde verbundene Persönlichkeiten
- Benoit Oppenheim (1842–1931), Bankier und Kunstsammler, lebte zeitweise in Heringsdorf
- Otto von Garnier (1859–1947), lebte längere Zeit in Heringsdorf[60][61]
- Maxim Gorki (1868–1936), Schriftsteller, lebte zeitweise in Heringsdorf
- Xenia Desni (1897–1962), Schauspielerin, lebte zeitweise in Bansin
- Alfred Kantorowicz (1899–1979), Literaturwissenschaftler, lebte zeitweise in Bansin
- Rudolf Leptien (1907–1977), Bildhauer, lebte in Bansin
- Rolf Werner (1916–1989), Künstler; in der Seestraße 60 in Bansin befindet sich sein ehemaliges Atelier, das als Gedenkatelier besucht werden kann
- Annelie Thorndike (1925–2012), Dokumentarfilmerin, lebte in Heringsdorf
- Rudi Czerwenka (1927–2017), Schriftsteller, lebte in Ahlbeck
- Klaus Rößler (1939–2018), Maler und Grafiker, lebte in Heringsdorf
- Wolfgang Böhme (* 1948), Handballspieler, wuchs in Heringsdorf auf

## Sonstiges
Am 31. Juli 2010 wurde das ICE-Triebfahrzeug 5505 auf den Namen der Gemeinde getauft. Seither trug es das Gemeindewappen sowie den Schriftzug Ostseebad Heringsdorf. Die Taufzeremonie fand im Heringsdorfer Bahnhof statt. Der Zug verkehrte bis 2016 zwischen Berlin, Hamburg und Østerport/København/Århus sowie innerhalb Dänemarks zwischen Nykøbing F und København H. Zum 24. Oktober 2016 wurde der Zug außer Dienst gestellt (Außerdienststellung). Auf der Insel Usedom bestehen keine ICE-Linien.
Zur Fußball-Europameisterschaft 2012 hatte das ZDF in Heringsdorf die „EM-Zentrale“.